# Arquitectura constructivista

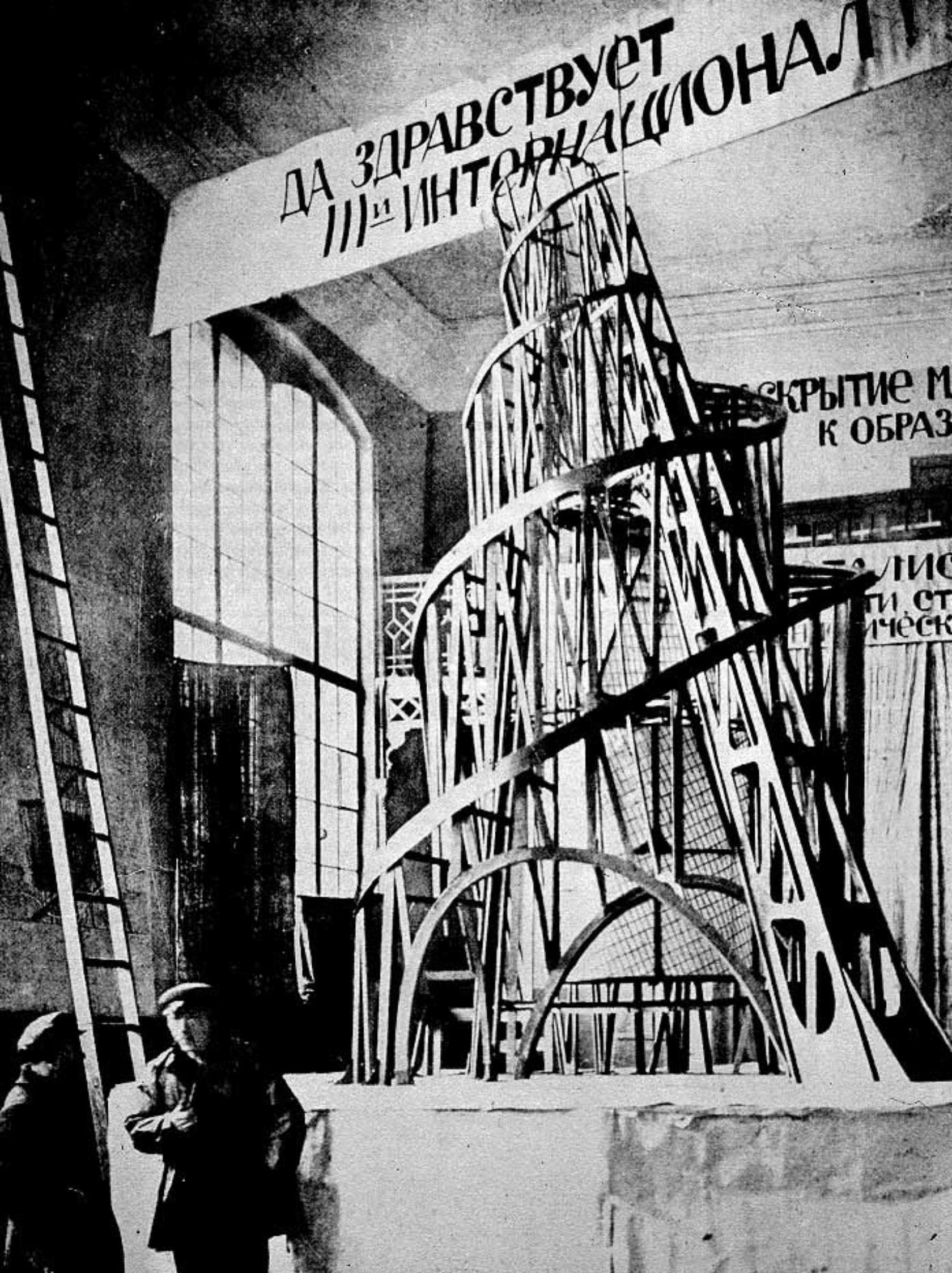
Torre de Tatlin, el Monumento a la Tercera Internacional, 1919 (Vladimir Tatlin)

La arquitectura constructivista,  en un sentido amplio, comprende varios movimientos arquitectónicos que estuvieron activos en la Unión Soviética desde alrededor de 1917 hasta mediados de la década de 1930. El término también se utiliza como constructivismo internacional para referirse a las corrientes relacionadas con este estilo arquitectónico fuera de la Unión Soviética. Abstracto y austero, el movimiento pretendía reflejar la sociedad industrial y el espacio urbano modernos, rechazando la estilización decorativa en favor del ensamblaje industrial de los materiales. Los diseños combinaban una tecnología e ingeniería avanzadas con un propósito social declaradamente comunista. Produjo muchos proyectos pioneros y originales y bastantes edificios terminados, antes de caer en desgracia alrededor de 1932. Tuvo una influencia considerable  en el desarrollo de la futura arquitectura.
Si bien el término constructivismo a menudo se diluye para abarcar a toda la arquitectura moderna en la Unión Soviética de la época, en el sentido más estricto, describe solo una parte de la arquitectura de vanguardia soviética. Los arquitectos soviéticos se dividieron en varios grupos que eran mutuamente hostiles entre sí. Los más importantes fueron los grupos constructivistas (OSA) y los racionalistas (ASNOVA), así como los clasicistas. A principios de la década de 1930, los clasicistas lograron imponerse en forma de clasicismo socialista. En la planificación urbana, el modernismo soviético se dividió en «urbanitas» y «desurbanitas», y tanto constructivistas como racionalistas representaban ambas corrientes.
Este artículo se ocupa de la arquitectura constructivista en el sentido más estricto, separando el constructivismo del racionalismo. En contraste con el racionalismo, que enfatizaba la forma y su percepción por parte del espectador, los constructivistas tenían un concepto de arquitectura radicalmente funcional y tecnicista. Las diferencias fueron particularmente evidentes en el programa teórico y en las propuestas y proyectos, a menudo de naturaleza utópicos; en los edificios que se han realizado, ambas tendencias son bastante similares.

## Definición

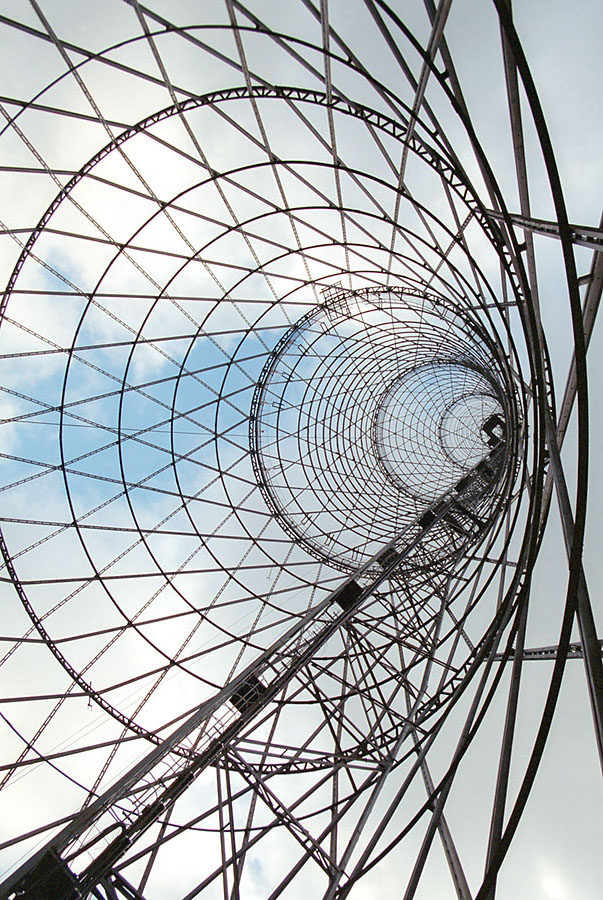
Torre de Shújov, Moscú, 1922. Actualmente bajo amenaza de demolición, pero con una campaña internacional para salvarla.

La arquitectura constructivista surgió del movimiento artístico constructivista más amplio, que había emergido a su vez del futurismo ruso. El arte constructivista había intentado aplicar una visión cubista tridimensional a "construcciones" no objetivas totalmente abstractas con un elemento cinético. Después de la Revolución rusa de 1917, dirigió su atención a las nuevas demandas sociales y tareas industriales que requería el nuevo régimen. Surgieron dos hilos distintos, el primero estaba encapsulado en el manifiesto realista de Antoine Pevsner y Naum Gabo, que se ocupaba del espacio y del ritmo; el segundo representaba una lucha dentro del Comisariado del Pueblo de Educación entre quienes abogaban por el arte puro y los productivistas como Aleksandr Ródchenko, Varvara Stepánova y Vladímir Tatlin, un grupo más orientado socialmente que quería que este arte se absorbiera en la producción industrial..
En 1922, se produjo una escisión cuando Pevsner y Gabo emigraron. El movimiento se desarrolló luego siguiendo líneas socialmente utilitarias. La mayoría productivista se ganó el apoyo del Proletkult y de la revista LEF, y luego se convirtió en la influencia dominante del grupo arquitectónico OSA.

## Historia

### Del arte constructivista a la arquitectura
Algunos artistas como Vladímir Tatlin, Aleksandr Ródchenko, Naum Gabo y Antoine Pevsner ya se habían dedicado a investigar el uso de nuevos materiales y sus texturas en la década de 1910. En contraste con Kazimir Malévich y El Lissitzky estaban menos interesados en las posibilidades de las formas simples que en las posibilidades de los diferentes materiales, con experimentos cada vez más espaciales. Obras conocidas de esos experimentos son los relieves de pared de Tatlin y los relieves de corcho de Pevsner. Esos artistas comenzaron con obras bidimensionales, que luego dieron paso a esculturas tridimensionales, como los propios relieves angulares de Tatlin, las construcciones espaciales de Rodchenko y más tarde las esculturas de alambre de los hermanos Stenberg y de Karlis Johansons. El material dio paso cada vez más a la exploración constructiva del espacio.
El punto culminante de esta fase fue la propuesta para la sede del Komintern en Petrogrado (hoy San Petersburgo), una obra del entonces futurista Vladímir Tatlin que a menudo se conoce como el Monumento a la Tercera Internacional o Torre de Tatlin (1919-1920). Considerado como el primer proyecto arquitectónico constructivista, y quizás el más famoso, era una espiral de hierro, acero y cristal de 400 metros que superaría en altura a la Torre Eiffel de París y de la que se construyeron varias grandes maquetas. Toda la construcción tenía una inclinación de 3,6°, el ángulo del eje de la tierra. Aunque nunca se construyó, los materiales que empleó —vidrio y acero— y su espíritu futurista y su inclinación política (los movimientos de sus volúmenes internos estaban destinados a simbolizar la potencia y el dinamismo de la revolución y la dialéctica) marcaron la pauta para los proyectos de la década de 1920. Tendría cuatro cuerpos de vidrio en el interior que rotarian: un cubo que giraría una vez al año; encima una pirámide que lo haría una vez al mes; luego un cilindro, una vez al día; y de remate  media esfera que lo haría en una  hora. En su interior se situaría la sede de la Internacional Comunista, así como una oficina de telégrafos y varios restaurantes. Dispondría de una serie de pantallas gigantes por las que se mostrarían las últimas noticias mundiales. Los cuerpos de vidrio se utilizarían como salas administrativas. Tras la crítica de Naum Gabo «O construye casas y puentes funcionales o crea arte puro o ambos [por separado]. No confundan unos con otros», algunos constructivistas (organizados en el “Primer Grupo de Trabajo de Constructivistas ”) como Alekséi Gan, Ródchenko, Varvara Stepánova o el propio Tatlin se volcaron hacia el diseño industrial El propio Tatlin nunca fue miembro de los constructivistas y no debería contarse entre ellos, aunque pertenecía a su círculo cercano y era un líder de opinión.
Otro famoso proyecto constructivista temprano fue la Tribuna para Lenin de El Lissitzky (1920), un podio de oradores que se podía deslizar sobre un brazo inclinado que nunca fue realizado.
Durante ese tiempo antes de 1920, Ródchenko realizó algunos estudios de arquitectura, algunos de ellos en la Zhivskulptarj (comisión para la elaboración de cuestiones de síntesis de escultura y arquitectura), diversas esculturas abstractas y algunos diseños para un quiosco. A diferencia de las arquitecturas contemporáneas de Malévich, no estaba tan preocupado por el orden geométrico de las formas en el espacio infinito, sino por la penetración del espacio interior y exterior. Sin embargo, Ródchenko, como Tatlin y Malévich, no procedía del campo de la construcción, sino del diseño compositivo y desde éste a la edificación de edificios más o menos de hormigón.

### Las instituciones oficiales: el Injuk
En marzo de 1920, se fundó el «Instituto de Cultura Artística» de Moscú  (Injuk),  bajo la autoridad de Narkomprós (Comisariado del Pueblo de Educación) y financiado a través del Departamento de Bellas Artes (IZO). En mayo, Anatoli Lunacharski nombró a Vasili Kandinski como su primer director. David Shterenberg, quien en ese momento era el director de IZO, declaró «Organizamos el Injuk como una célula para la determinación de hipótesis científicas sobre cuestiones de arte». En su primer año atrajo a unos 30 artistas visuales, arquitectos, músicos y críticos de arte. Se abrieron dos sucursales en Petrogrado (hoy San Petersburgo) y Vítebsk, cuyos directores respectivos fueron Vladímir Tatlin y Kazimir Malévich.
Ya en la primera conferencia en mayo de 1920, se estableció un grupo de trabajo separado "Grupo de Análisis Objetivo" bajo la dirección de Aleksandr Ródchenko. A diferencia de Kandinski y de sus seguidores, que abogaban por una nueva forma de pintar a través de la interacción de las artes, Ródchenko y los suyos querían la aparición de un nuevo arte al que la pintura solo debería contribuir. Kandinski dejó el Injuk en 1921. Ya en 1921, el Injuk se dividió en dos grupos de trabajo más, el "Grupo de trabajo de arquitectos" (más tarde, los racionalistas; Nikolái Ladovski, A. Yefímov, Vladímir Krinski, A. Petrov, Nikolái Dokucháiev), quienes situaban la composición en primer plano, y el "Primer Grupo de Trabajo de los constructivistas" (Alekséi Gan, Karlis Johansons, Konstantín Medunetzki, Ródchenko, los hermanos Stenberg, Varvara Stepánova), que veían el diseño en la construcción. Para Ladovski, esta participación en el Injuk siguió directamente a su trabajo en la Schiwskulptarch. En abril del mismo año, se fundó el "Grupo de Trabajo de los objetivistas", al que Aleksandr Vesnín  perteneció desde mayo. Aleksandr Vesnín fue más tarde uno de los principales exponentes del constructivismo.
A partir del otoño de 1921, los distintos grupos de trabajo se disolvieron efectivamente debido a la influencia de los productivistas externos (en parte de la asociación artística LEF). La atención pasó a centrarse más en las sesiones plenarias. Durante esa fase se crearon muchos conjuntos por constructivistas posteriores. En 1924, con estudiantes de la facultad de arquitectura de la facultad de arte de Vjutemás (Talleres de Enseñanza Superior del Arte y de la Técnica), se fundó en Injuk el “grupo de estudiantes de la facultad de arquitectura de Vjutemás”. Aleksandr Vesnín fue uno de los miembros. El grupo surgió de una síntesis de los primeros, segundos constructivistas, objetivistas y productivistas.
A partir del "grupo de trabajo de arquitectos", se formó a mediados de la década de 1920 el grupo de racionalistas. Del “grupo de estudiantes de la facultad de arquitectura de Vjutemás” surgió más tarde el “OSA” .

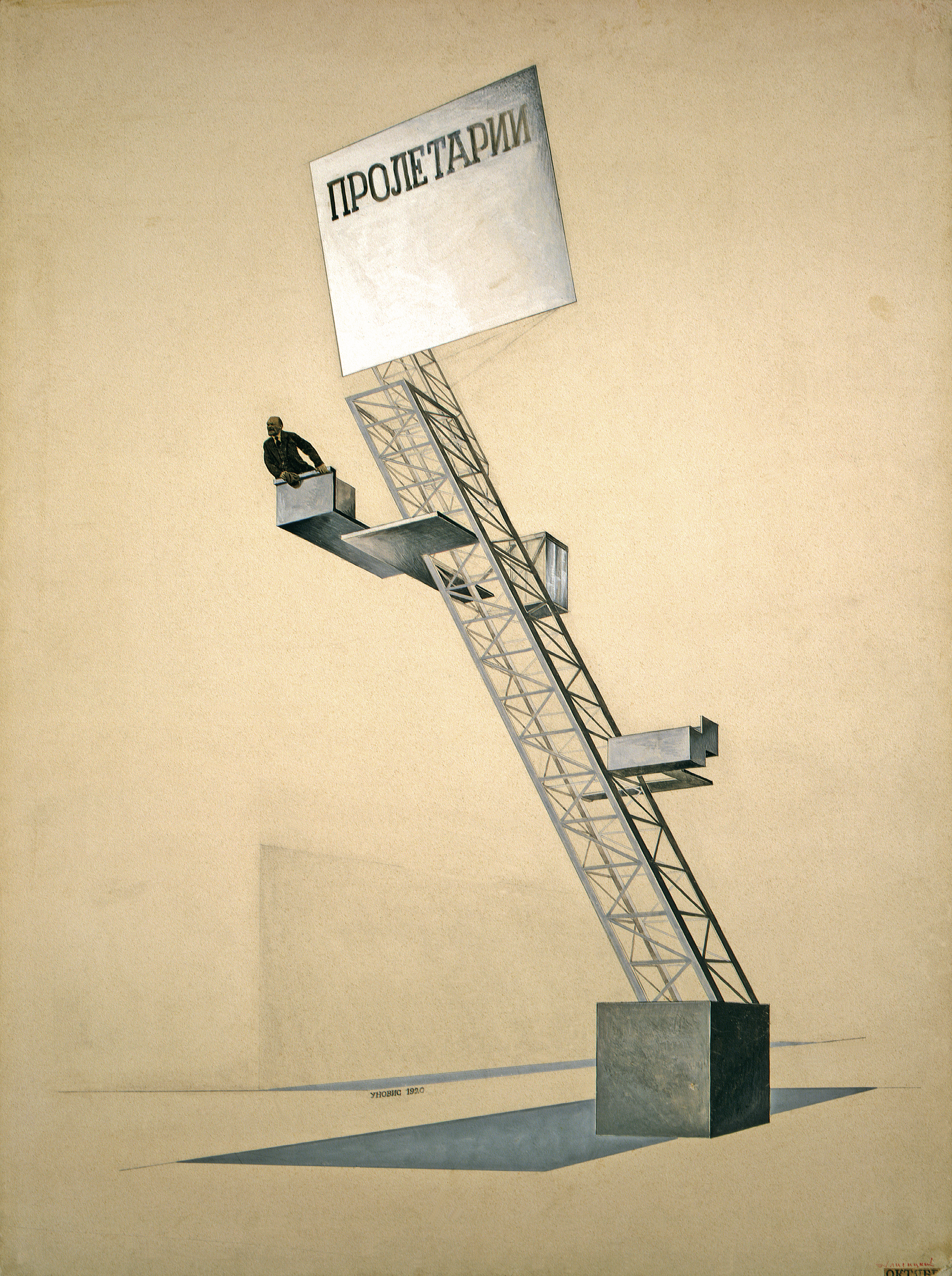
La Tribuna de Lenin de El Lissitzky (1920)

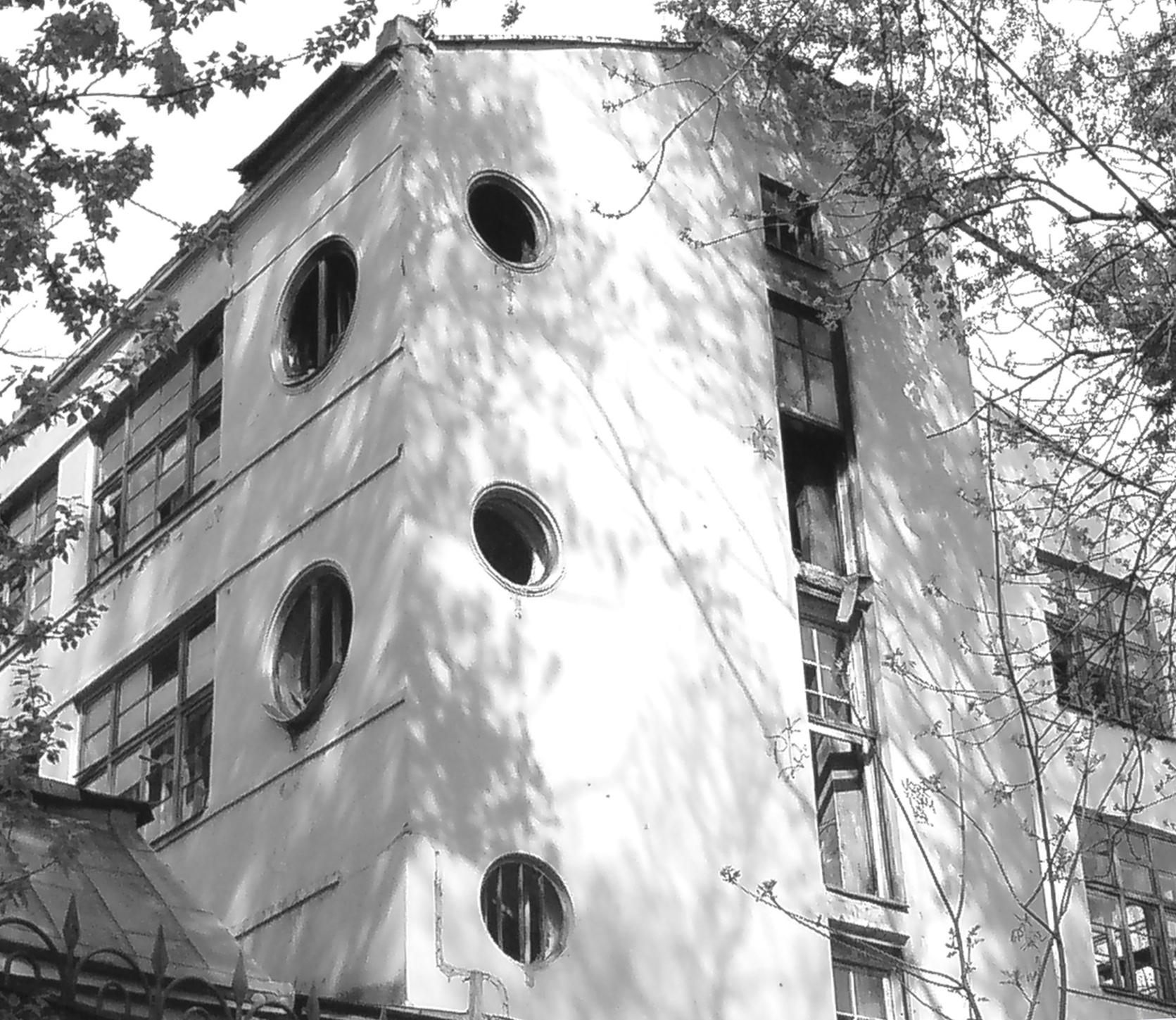
La imprenta de la revista Ogoniok (1932), única obra ejecutada de El Lissitzky

Durante la Guerra Civil Rusa, el grupo UNOVIS (en ruso: УНОВИС; acrónimo del ruso Утвердители нового искусства, Utverdíteli nóvogo iskusstva, 'forjadores del nuevo arte') fue una asociación de artistas en Vitebsk, que existió desde 1920 hasta 1923. Fue dirigida por Kazimir Malévich con El Lissitzky como importante colaborador —con una serie de cuadros geométricos y abstractos a los que denominó «proun»—, y tuvo una influencia significativa en el desarrollo del arte ruso a principios del siglo XX, fundamental para difundir ideas suprematistas con fines más utilitarios y aplicarlas al diseño gráfico, la arquitectura, el teatro y el ballet. Los propios miembros se referían a menudo a la asociación como una fiesta artística. 

...organización del trabajo de diseño para nuevos tipos de edificios y equipos útiles, y puesta en obra; formulación de las tareas de la nueva arquitectura; desarrollo de nueva ornamentación (textiles, estampados, molduras y otras producciones); diseño de decoraciones monumentales para decorar ciudades en fiestas patrias; diseño y realización de decoraciones y pinturas de interiores y exteriores para viviendas; creación de muebles y todos los objetos cotidianos; creación de un tipo contemporáneo de libros y todos los demás logros relacionados con el campo de la impresión
.

En junio de 1920, las ambiciones de la UNOVIS se aceleraron, culminando con la publicación de una colección de teorías y filosofía, así como con su participación en la «Primera Conferencia Panrusa de Profesores y Estudiantes de arte» que tuvo lugar en Moscú. Los estudiantes de la UNOVIS, que hicieron el viaje de Vitebsk a Moscú, distribuyeron rápidamente sus obras, folletos, manifiestos y copias de los Nuevos Sistemas en el Arte de Malévich. UNOVIS logró el reconocimiento y se hizo respetado como un movimiento establecido e influyente. Se disolvieron en 1923, cuando la mayoría de sus miembros habían partido hacia otros movimientos, otras ciudades u otros movimientos.

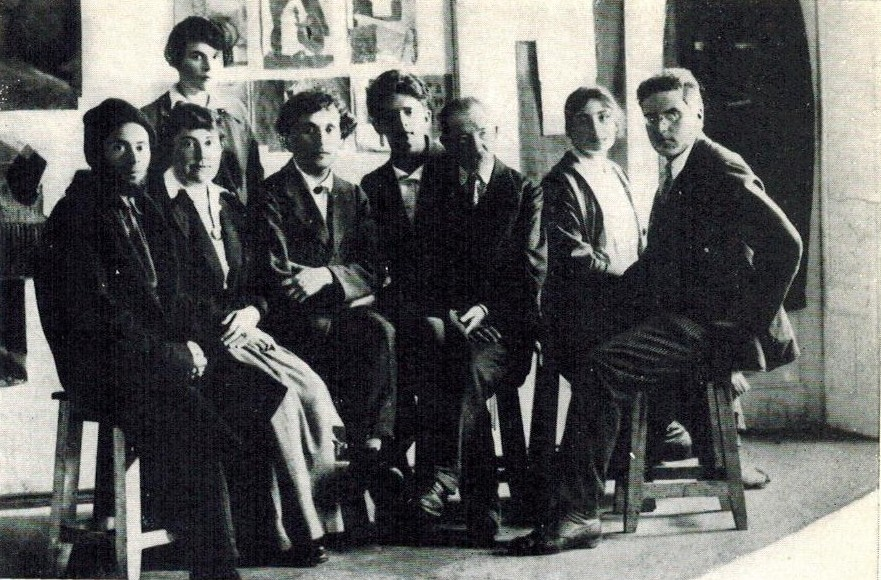
Profesores de la Escuela de Arte de Vítebsk (1919). Sentados (de izda. a dcha.): El Lissitzky, Vera Yermoláieva, Marc Chagall, David Yakersón, Yehuda Pen, Nina Kogan y Aleksandr Romm
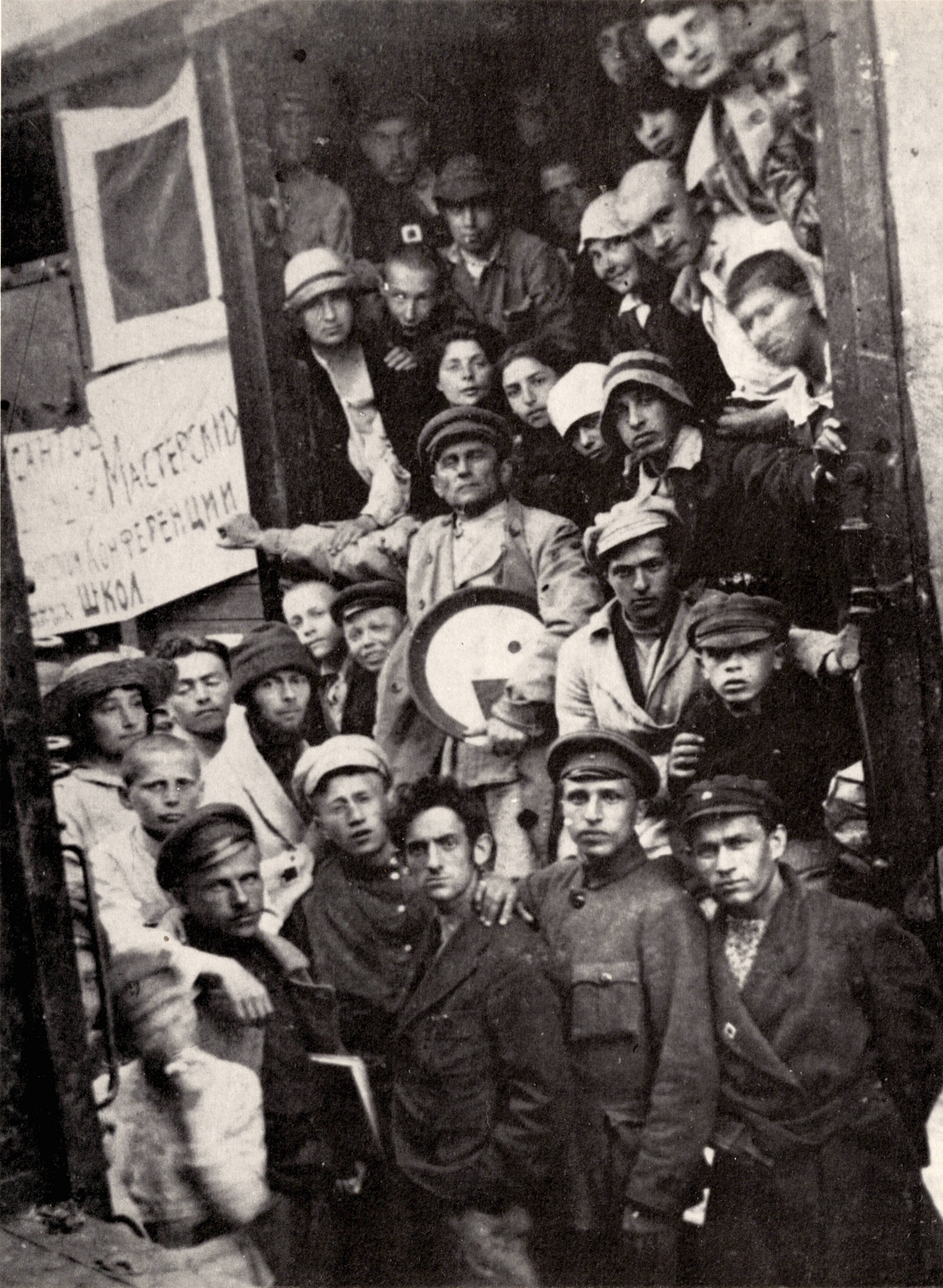
Miembros de la UNOVIS de camino a Moscú para la «Primera Conferencia Panrusa de Profesores y Estudiantes de arte»
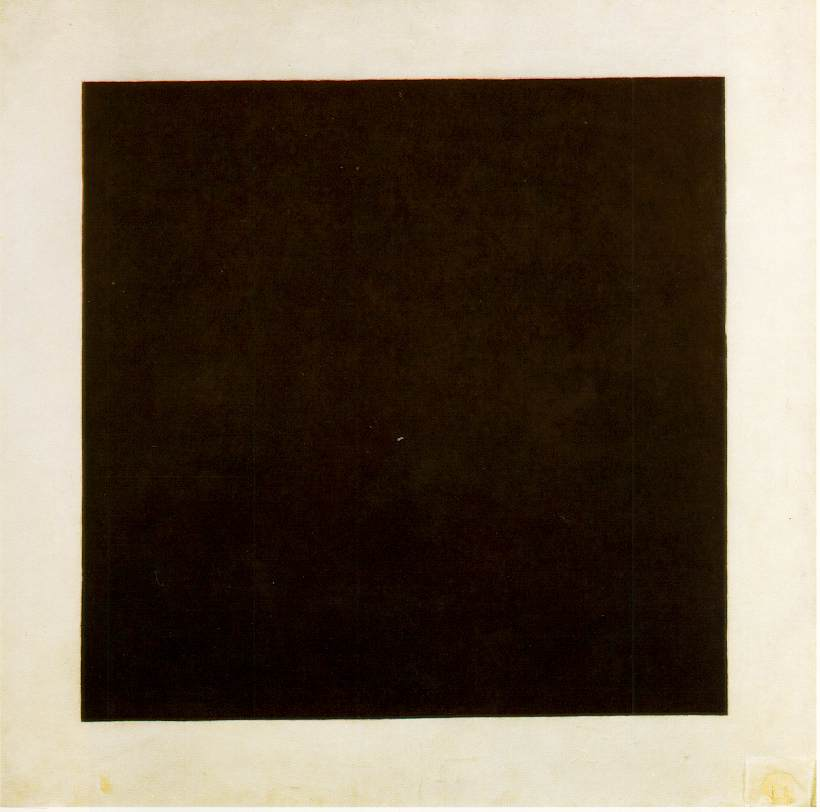
Cuadrado negro, de Malévich, adoptado como firma por los miembros de la UNOVIS
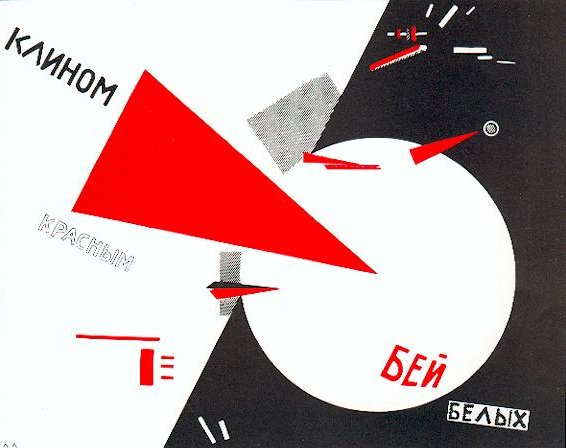
«Golpea a los blancos con la cuña roja», de El Lissitzky (1919)

### El Vjutemás
Inmediatamente después de la Guerra Civil Rusa, la naciente URSS estaba demasiado empobrecida como para acometer nuevos e importantes proyectos de construcción. El 29 de noviembre de 1920, mediante un decreto firmado por Vladímir Lenin, se estableció en Moscú el Vjutemás (en ruso: Вхутемáс, acrónimo de Высшие художественно - технические мастерские, 'Talleres de Enseñanza Superior del Arte y de la Técnica'), una escuela estatal de arte y técnica que tendría como función formar artistas para la industria y buscó una vía de salida para la crisis de la educación artística que había en Rusia y el resto de Europa. Los talleres buscaban «preparar maestros artistas de las más altas calificaciones para la industria, constructores y administradores de la educación técnico-profesional», y en el que se establecía que los estudiantes tendrían una «educación obligatoria en la literatura política y en los fundamentos de la visión del mundo comunista en todos los cursos». La escuela tenía 100 miembros en la plantilla docente y una matrícula de 2500 estudiantes. Los métodos de enseñanza fueron funcionales e imaginativos, reflejando un interés en la psicología de la Gestalt, lo que llevó a atrevidos experimentos con las formas,  como el restaurante suspendido revestido de vidrio de Simbirchev.
En 1921, el Vjutemás inició una rama arquitectónica dirigida por el arquitecto Nikolái Ladovski. Las mismas corrientes del Injuk surgieron en el Vjutemás, que se dividió en tres centros principales:
- el taller académico bajo la dirección de Alekséi Schúsev;
- los talleres reunidos de izquierda u Obmás (en ruso: ОБМАС acrónimo de Объединённые левые мастерские, Obiediniónyie lévyie masterskíe, 'Talleres reunidos de izquierda'[14] Los talleres fueron constituidos por Nikolái Ladovski, Vladímir Krinski y Nikolái Dokucháiev  en el curso de 1921-1922. Se centraban en el desarrollo de la percepción espacial, restando importancia a las enseñanzas clásicas, obviando transmitir a sus alumnos los órdenes clásicos para evitar que produjesen copias y variaciones del arte clásico, alegando que los viejos sistemas estaban desacreditados siguiendo el manifiesto de Ornamento y Delito de Adolf Loos, a la vez que proponían generar un arte partiendo de los en aquel entonces nuevos elementos. El acceso a los talleres del Obmás dependían directamente de la coordinación y la capacidad espacial de los alumnos. Una vez eran admitidos, desarrollaban su pensamiento e imaginación, sin verse limitados por ningún estilo arquitectónico determinado. La percepción y el control del espacio y forma debían verse desarrollados antes de estudiar estilos concretos. Además, otra característica distintiva del Obmás fue la incorporación de maquetas de trabajo en detrimento del trabajo gráfico bidimensional.[15] Algunos estudiantes notables que formaron parte de este programa de formación fueron Gueorgui Krútikov, Iván Volodko, Yevgueni Yocheles o Guevorg Kochar (ru).

- y desde noviembre de 1922, el departamento de "Arquitectura experimental" o "Romanticismo simbólico" bajo la dirección de Konstantín Mélnikov, que había sido profesor en Vjutemás desde 1920, e Iliá Gólosov. El taller conjunto era conocido como la Nueva Academia o Taller Número 2 y se disolvió a mediados de la década de 1920. Estos estudios fueron conocidos por su enfoque individualista.[16]

Mélnikov y Gólosov resistieron los campos academicistas como los de izquierda, pero adoptaron aspectos de término medio entre el clasicismo de Iván Zholtovski y el racionalismo de Ladovski. Las consignas de la Nueva Academia fueron redactadas por Mélnikov y Gólosov en 1923, continúa en la polémica con respecto a otros departamentos de la misma escuela y la dialéctica entre lo viejo y lo nuevo, la forma y la imitación, la ausencia y la decadencia, el principio y el final. Una de las cosas que decía la consigna era: «La verdadera marca de la NUEVA arquitectura no es sólo la reutilización formas, sino que se basa en y a través de la reutilización de las gradaciones perceptuales establecidas de la VIEJA arquitectura». En el diseño, Mélnikov tuvo un éxito indiscutible, pero en Vjutemás se encontró con un clima menos favorable. En 1924, el departamento de arquitectura hizo un esfuerzo en la simplificación de organización, y la gestión fusionó la Nueva Academia con los Talleres Académicos. Mélnikov salió de Vjutemás habiendo perdido el programa que había creado y dirigido. En el otoño de 1924, se le ofreció a Mélnikov el puesto de presidente del Departamento de Metales, pero él no aceptó. Mélnikov se distanció de la escuela en este momento, pero no fue completamente removido; ya que expuso junto a otros estudiantes y profesores en la Exposición de Artes Decorativas de 1925 de París.
En 1924, se fundó el mencionado “Grupo de Estudiantes de la Facultad de Arquitectura de Vjutemás” a partir de unos pocos estudiantes. Esto se desarrolló principalmente en torno al taller de Aleksandr Vesnín. Iliá Gólosov también se unió a los constructivistas. Para los arquitectos, no se trataba principalmente de la composición funcionalmente libre, sino de la enseñanza basada en tareas de construcción de hormigón.
Desde 1924-1925 en adelante, hubo dos grandes grupos que darían forma a la arquitectura soviética durante los siguientes años: los racionalistas, dirigidos por Nikolái Ladovski y agrupados en torno a la ASNOVA desde 1924; y los constructivistas, encabezados por Aleksandr Vesnín y Moiséi Guínzburg y encuadrados en el grupo OSA desde 1925.

### ASNOVA y el racionalismo

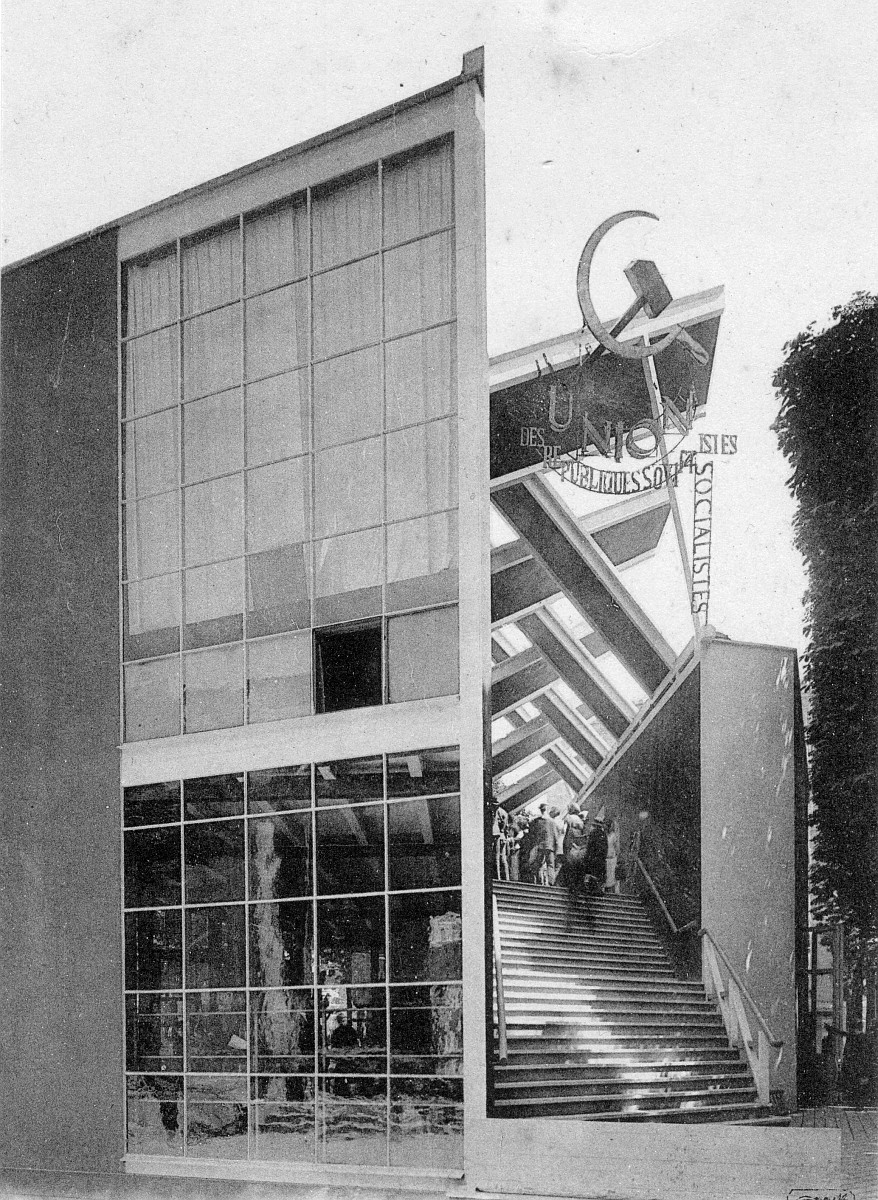
Pabellón soviético en la Exposición de Artes Decorativas de París de 1925, de Mélnikov, que dio a conocer en Occidente la arquitectura constructivista

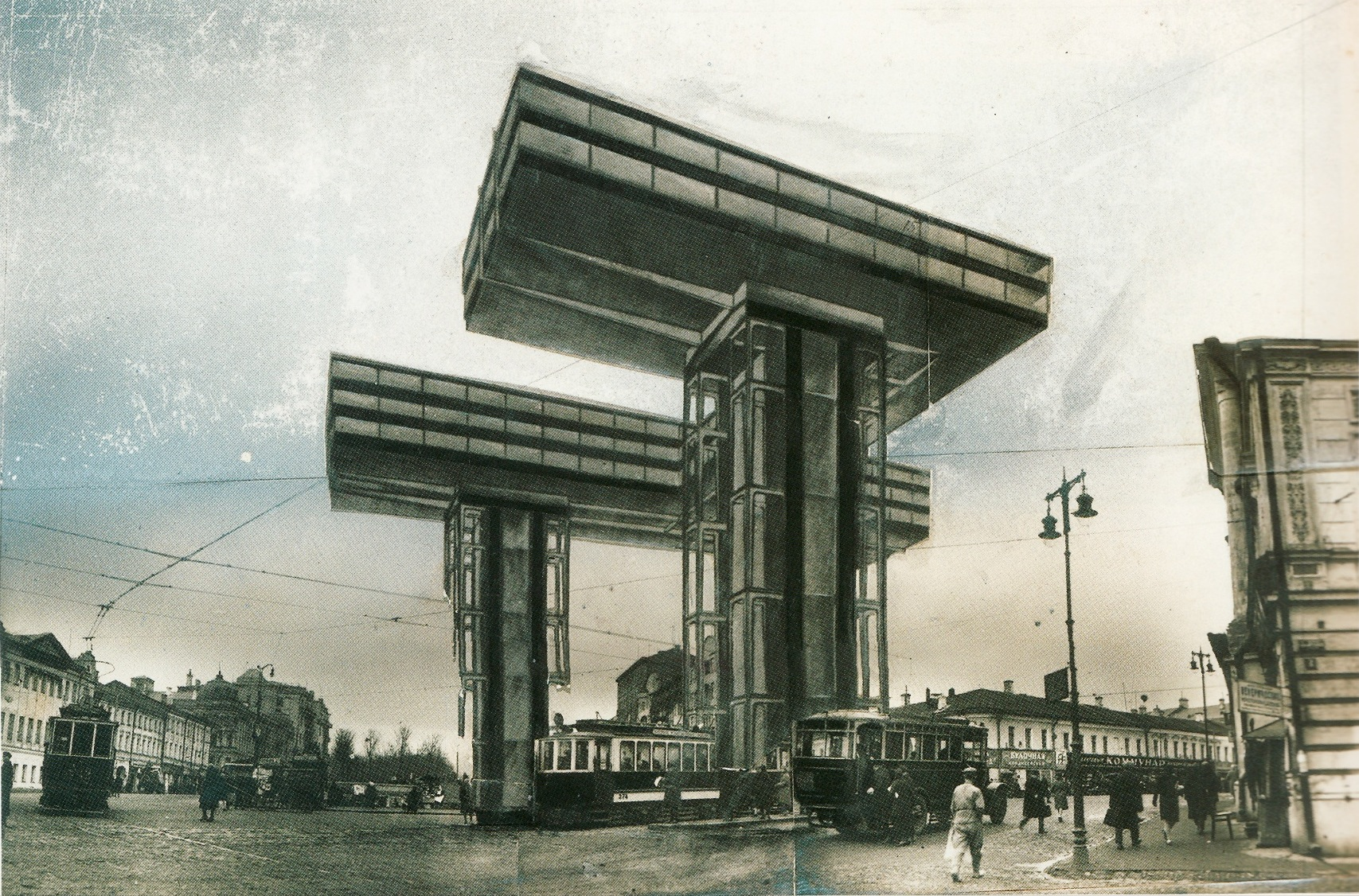
Fotomontaje de Wolkenbugel de El Lissitzky (1925)

En 1923, Nikolái Ladovski fundó la llamada ASNOVA (en ruso: АСНОВА, acrónimo de Ассоциация новых архитекторов, 'Asociación de Nuevos Arquitectos'). Entre los arquitectos afiliados a la ASNOVA estaban El Lissitzky (1890-1941), Konstantín Mélnikov (1890-1974), Vladímir Krinski (1890-1971) y el joven Berthold Lubetkin (1901-1990).
Muchos proyectos emprendidos entre 1923 y 1935, como los rascacielos horizontales Wolkenbügel —'colgadores o ganchos de nubes o de cielo', una serie de ocho losas planas en forma de L de tres pisos y 180 m de longitud que se elevaban 50 m sobre la calle soportadas en tres pilones (10×16×50 m), colocados en tres esquinas de calles diferentes— de El Lissitzky y de Mart Stam y los pabellones temporales de Konstantín Mélnikov mostraron la originalidad y ambición de este nuevo grupo. Mélnikov diseñaría el pabellón soviético en la Exposición de Artes Decorativas de París de 1925, que popularizó el nuevo estilo, con sus habitaciones diseñadas por Ródchenko y su irregular forma mecánica. Otro vistazo de un entorno constructivista es visible en la popular película de ciencia ficción Aelita (1924), que tenía unos interiores y exteriores modelados en forma angular y geométrica por Aleksandra Ekster. Los grandes almacenes Mosselprom de 1924 fueron también un edificio modernista temprano para el nuevo consumismo de la Nueva Política Económica, al igual que la tienda Mostorg de los hermanos Vesnín, construida tres años después. También fueron populares las modernas oficinas para la prensa de masas, como la sede de Izvestia, de Grigori y Mijaíl Barjin.

Arquitectura racionalista
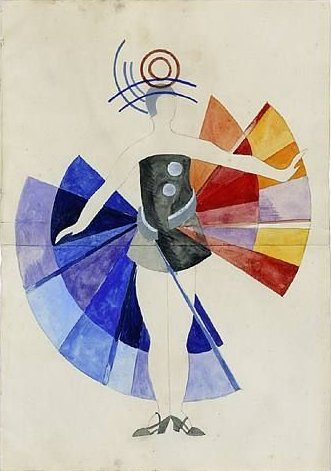
Vestuario para Aelita, obra de Aleksandra Ekster (1924)
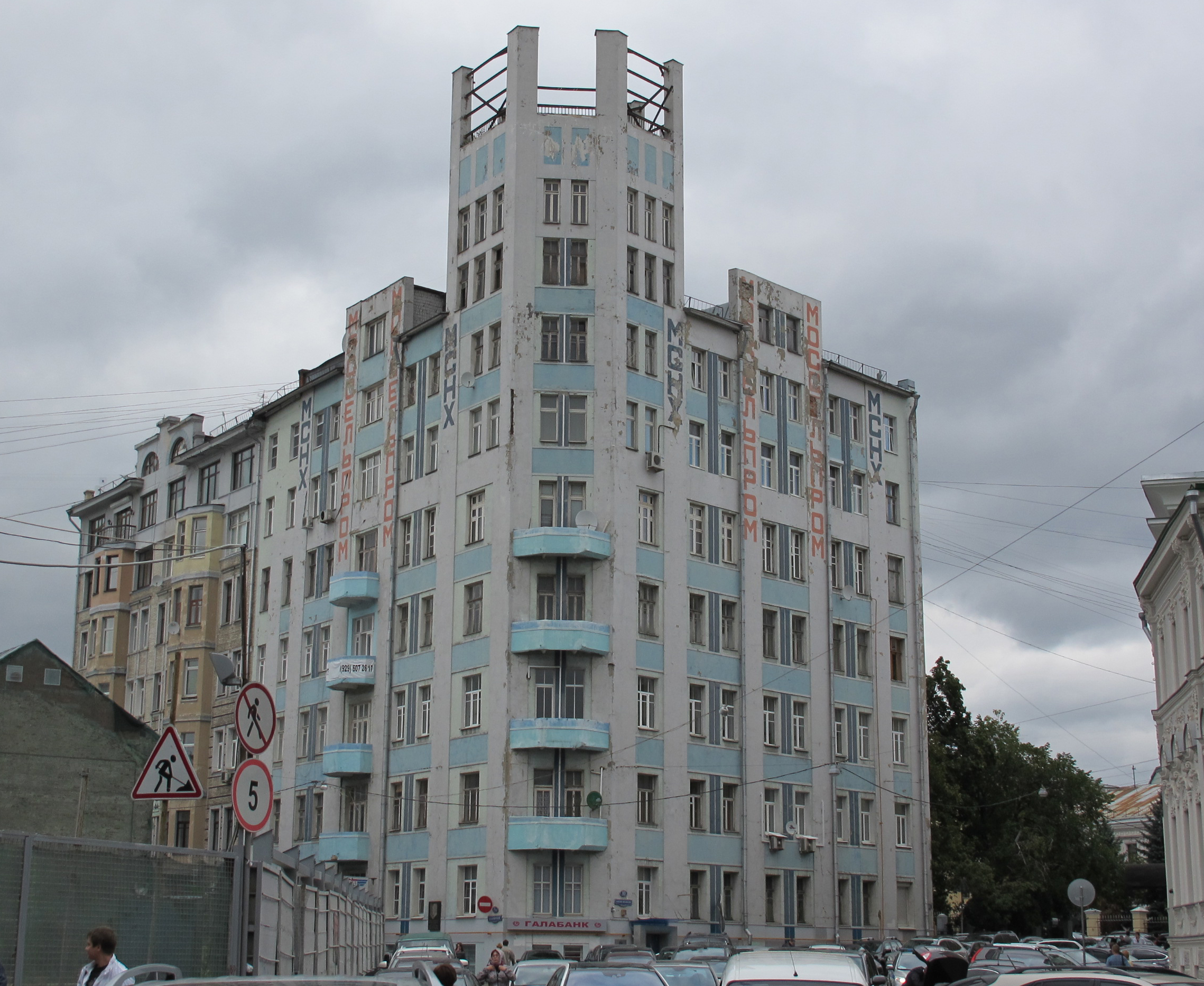
Edificio Mosselprom (1923-1924), de David Kogan
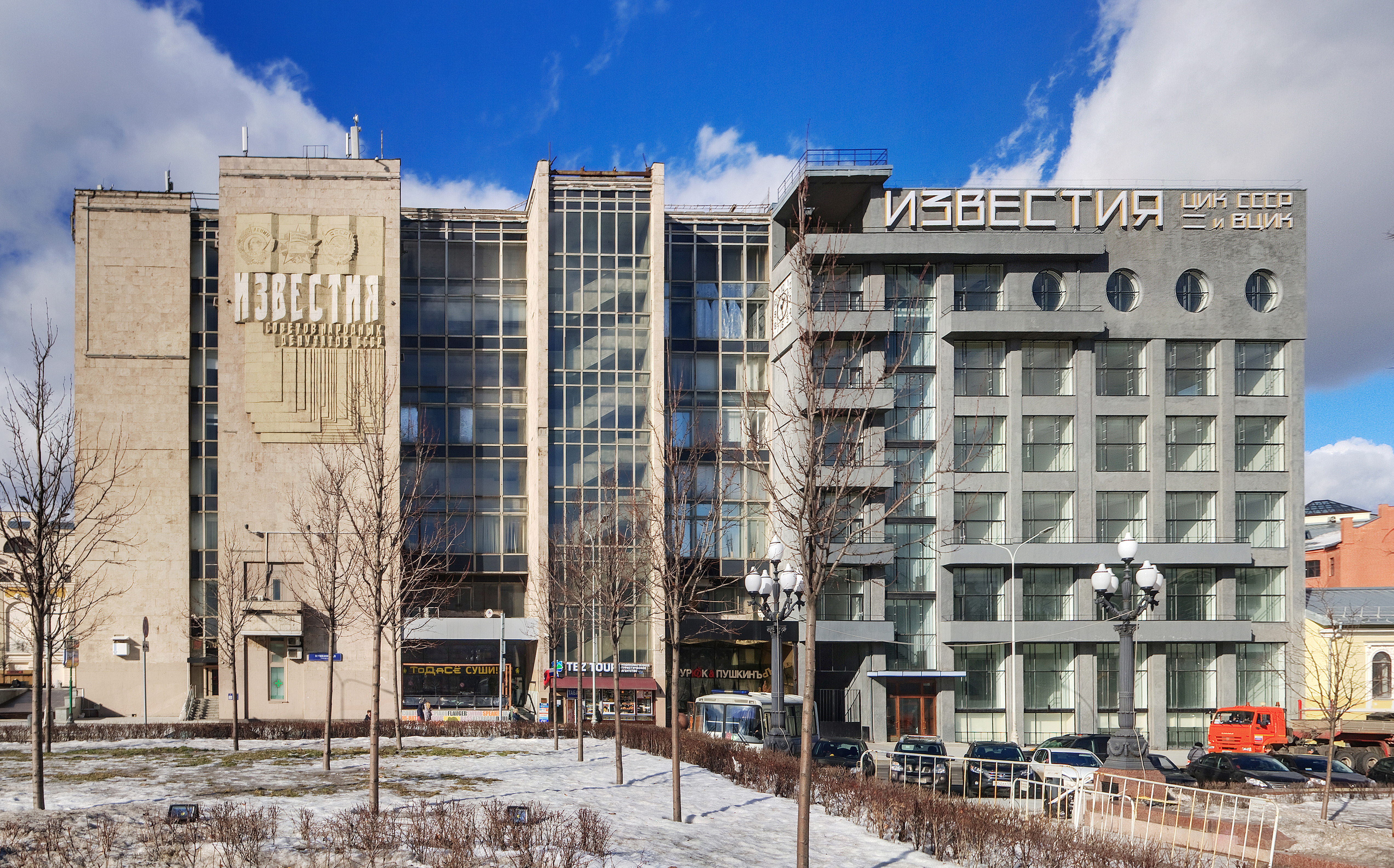
Edificio sede de Izvestia en Moscú (1925-1927), de Grigori y Mijaíl Barjin
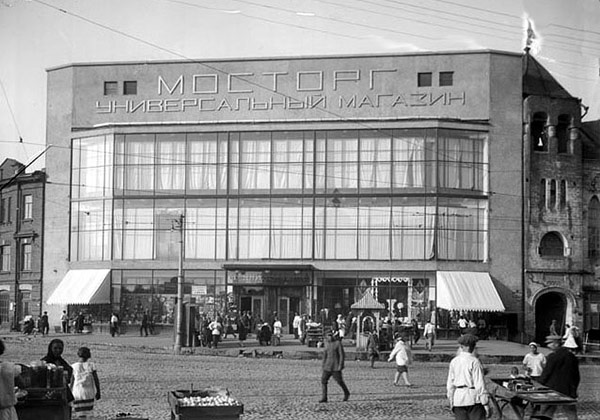
Almacenes Mostorg (1927-1928), de los hermanos Vesnín

### Los constructivistas de Vjutemás y la OSA
Esta concepción arquitectónica es esencialmente representativa de todo el grupo de constructivistas.
Incluso Iván Leonídov debería mencionarse, pero no puede ser un ejemplo del grupo. Sus diseños son de tal independencia y calidad arquitectónica sobresaliente que pueden verse como el máximo rendimiento de la arquitectura moderna. Particularmente digno de mención es su Instituto Lenin, diseñado en 1927 como tesis de diploma con Aleksandr Vesnín en Vjutemás. La hábil estructura del edificio y la disposición compositiva de los elementos pueden competir con los diseños de Le Corbusier.
El ingeniero Vladímir Shújov, especialmente su trabajo de la década de 1920, suele ser asignado al constructivismo. Sin embargo, como ingeniero, no se le puede asignar fácilmente una corriente artístico-arquitectónica.
Konstantín Mélnikov, uno de los arquitectos modernos más importantes de la Unión Soviética, nunca fue miembro de la OSA y fue solo un breve miembro de la ASNOVA. Por tanto, su obra no puede asignarse directamente a ninguna de las dos corrientes, sino más bien al racionalismo.

### El grupo OSA

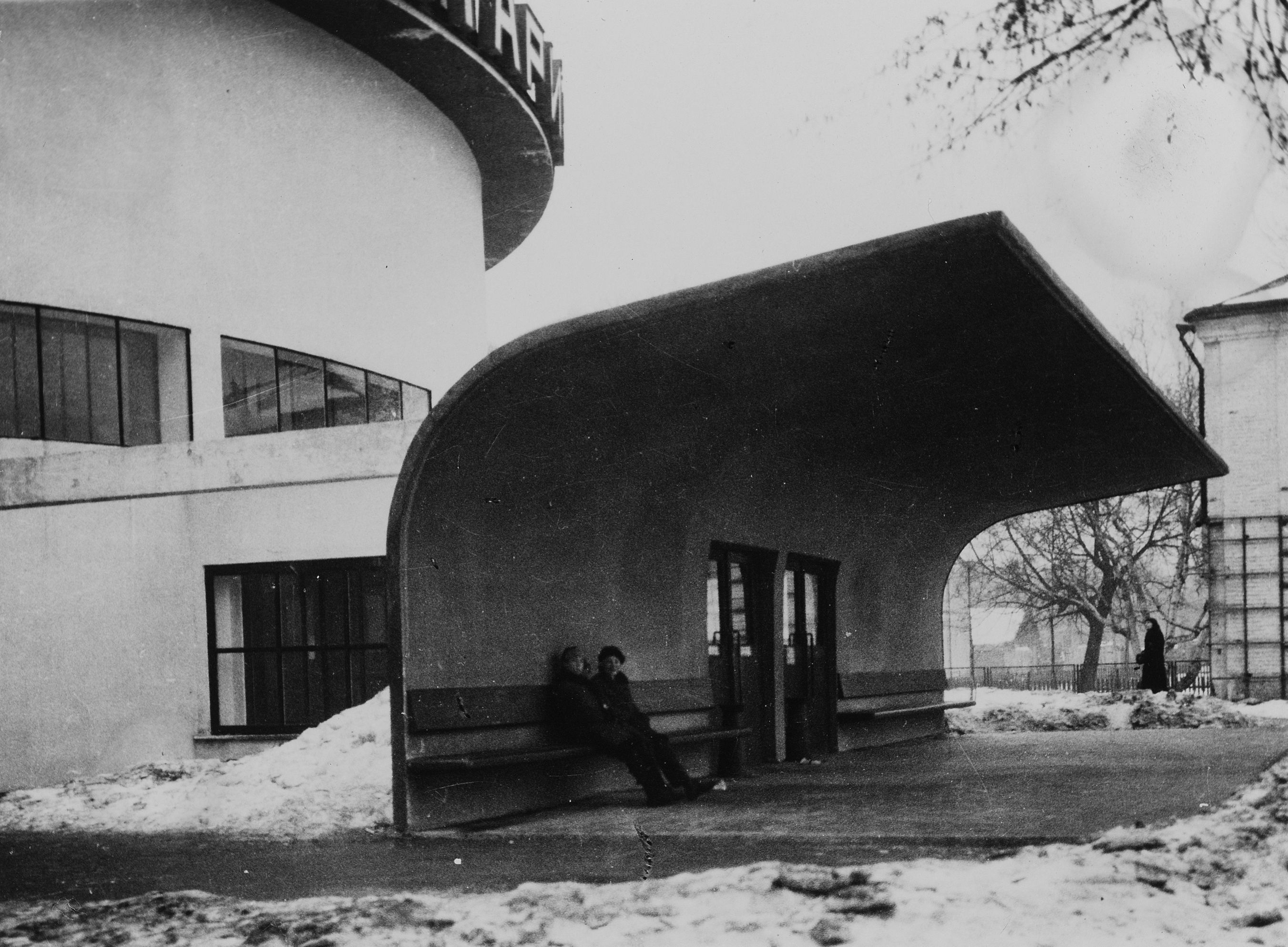
Planetario de Moscú (1929), obra de Mijaíl Barsch/Mijaíl Siniavski

El proyecto de oficina de vidrio de 1923-1924 de los hermanos Vesnín para la Leningrádskaya Pravda introdujo un estilo constructivista más frío y tecnológico. El edificio nunca se construyó, pero muestra claramente la comprensión que tenían de la organización de los procesos de la vida. El edificio está claramente estructurado funcionalmente, tiene dos ascensores de vidrio, dos paneles muy grandes para mensajes (aunque la realización técnica no se especificaba), que se disponen en ángulo para que los peatones los puedan leer. El equipamiento técnico era enorme para la época. El edificio tiene un gran altavoz en el techo, un reloj (con números, sin punteros), así como los tableros y ascensores mencionados y una antena de radio en la cubierta. Esta fuerte orientación técnica era común y típica del constructivismo, al igual que la falta de viabilidad de ese equipamiento técnico en la temprana Rusia soviética.
Moiséi Guínzburg también escribió una importante obra teórica sobre constructivismo Estilo y época (1924) y fue editor de la revista de OSA Sovreménnaya arjitektura (SA o Arquitectura Contemporánea) hasta 1928, su sucesor fue Román Jíguer (ru). Entendió el constructivismo (o, en su opinión, la buena arquitectura) principalmente como un método de diseño creativo y veía en la organización de los procesos vitales la tarea principal del arquitecto. La arquitectura surgiría lógicamente de la autoimagen de una época: hizo una comparación con el arte egipcio antiguo, cuyo perfil no era una expresión de falta de perspectiva, sino más bien un lenguaje común (formal) que derivaría de los factores fundamentales de la época, incluida la posibilidad técnica. Esa era la diferencia esencial del racionalismo y el contraste más fuerte entre las dos corrientes. Guínzburg exigía «que el arquitecto comprenda las leyes de la estática y la mecánica para lograr sus objetivos empíricamente, ya sea de manera intuitiva o estrictamente científica. Hacerlo representa esa sensibilidad constructiva fundamental que, sin falta, debe ser básica para el arquitecto y que establecía un método definido en su trabajo. […] Este método organizativo también condiciona aquellos aspectos rítmicos por los que se distingue la arquitectura». La composición rítmica era una expresión de la organización arquitectónica y la arquitectura la organización del entorno humano.
En 1925, los tres hermanos Vesnín y Guínzburg fundaron el grupo OSA (acrónimo de Объединение современных архитекторов, Obiedinénie Sovreménnyj Arjitéktorov, lit. 'Unión de Arquitectos Contemporáneos'), , también vinculado a la Vjutemás, una asociación que buscaba una arquitectura funcional que satisficiese las necesidades reales de la población, con el objetivo de aunar vanguardia artística y política y crear un arte productivo y utilitario. Su primer presidente fue Aleksandr Vesnín. El principal medio de difusión del grupo fue la revista Sovreménnaya Arjitektura («Arquitectura contemporánea»), editada por los hermanos Vesnín y Guínzburg entre 1926 y 1930. Este grupo tenía mucho en común con el funcionalismo de la Alemania de Weimar, como los proyectos de vivienda de Ernst May. La principal prioridad de este grupo era el alojamiento, especialmente las viviendas colectivas en dom kommuny especialmente diseñadas para reemplazar a las viviendas colectivizadas del siglo XIX que eran la norma. La expresión condensador social fue acuñada para describir sus objetivos, que se derivan de las ideas de Lenin, quien escribió en 1919 que «la emancipación real de la mujer y el comunismo real comienzan con la lucha de masas contra esas pequeñas tareas domésticas y la verdadera reforma de las masas en una vasta casa socialista».

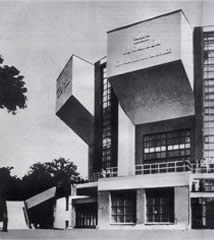
Club de trabajadores de Rusakov (1927-1928), en Moscú, de Konstantín Mélnikov

Destacaron algunos proyectos de vivienda colectiva, como la Casa Comunal del Instituto Textil, de Iván Nikoláyev (calle Ordzhonikidze, Moscú, 1929-1931), los pisos Gosstraj en Moscú de Guínzburg y, el más famoso, su Edificio Narkomfin. Particularmente digno de mención es el proceso de creación, que corresponde plenamente a la comprensión teórica de Moiséi Guínzburg.

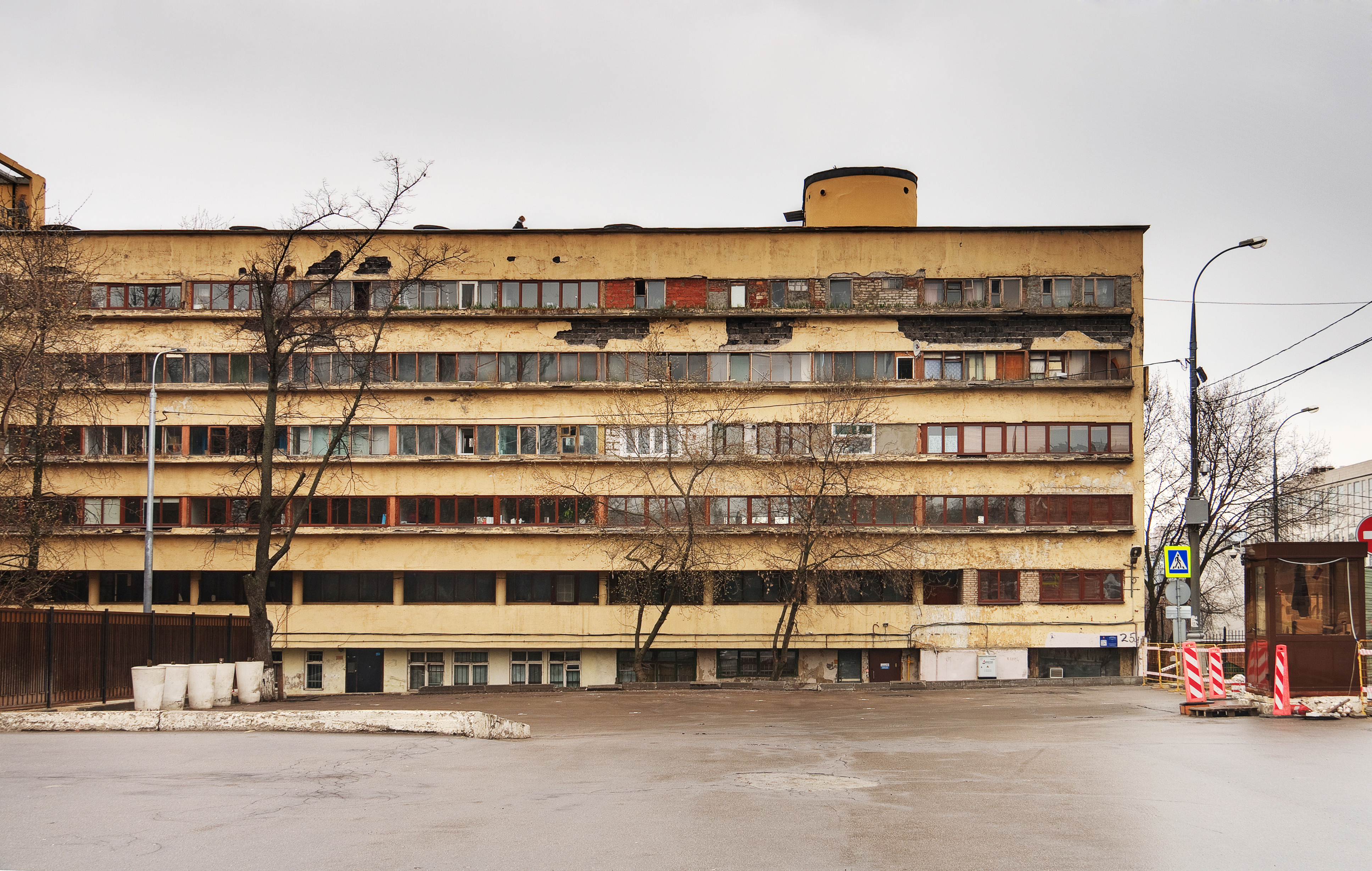
Moiséi Guínzburg, Ignati Milinis. 1928–30. Edificio Narkomfin, Moscú.

Sobre la base de los planos estándar rusos para apartamentos, en 1926 se convocó un concurso de arquitectura para un pequeño apartamento estandarizado. Sin embargo, no fue solo este concurso, en el que participaron varios arquitectos, sino que los resultados fueron obtenidos en 1928 por un equipo (Stroykom) bajo la dirección de Guínzburg (con A. Pasternak (ru), V. Vladímirov (ru), M. Barsch (ru) y G. Sum-Shik) y diseñó el apartamento "Tipo F". Este apartamento fue utilizado por Guínzburg en el Edificio Narkomfin, así como en otros edificios residenciales, también por otros arquitectos. La eficiencia de los diversos diseños de apartamentos se evaluaba y mejoraba sistemáticamente.
Los pisos se construyeron en un idioma constructivista en Járkov, Moscú y Leningrado y en ciudades más pequeñas. Guínzburg también diseñó un edificio gubernamental en Alma-Ata, mientras que los hermanos Vesnín diseñaron una Escuela de Actores de Cine en Moscú. Ginzburg criticó que la idea de construir en la nueva sociedad fuese la misma que en la antigua: «tratando la vivienda de los trabajadores de la misma manera que lo harían con los apartamentos burgueses... los constructivistas, sin embargo, abordan el mismo problema con la máxima consideración por esos cambios y cambios en nuestra vida cotidiana... nuestro objetivo es la colaboración con el proletariado en la creación de una nueva forma de vida». OSA publicó una revista, SA o Arquitectura Contemporánea, de 1926 a 1930. El líder racionalista Ladovsky diseñó su propio tipo de vivienda masiva, bastante diferente, completando un bloque de apartamentos en Moscú en 1929. Un ejemplo particularmente extravagante fue el 'Pueblo Chekistas' en Sverdlovsk (ahora Ekaterimburgo) diseñado por Iván Antónov, Veniamín Sokolov y Arseni Tumbásov, un complejo de viviendas colectivas en forma de hoz y martillo para el personal del Comisariado del Pueblo para Asuntos Internos (NKVD), que actualmente funciona como hotel.

Arquitectura de los miembros del Grupo OSA en Moscú
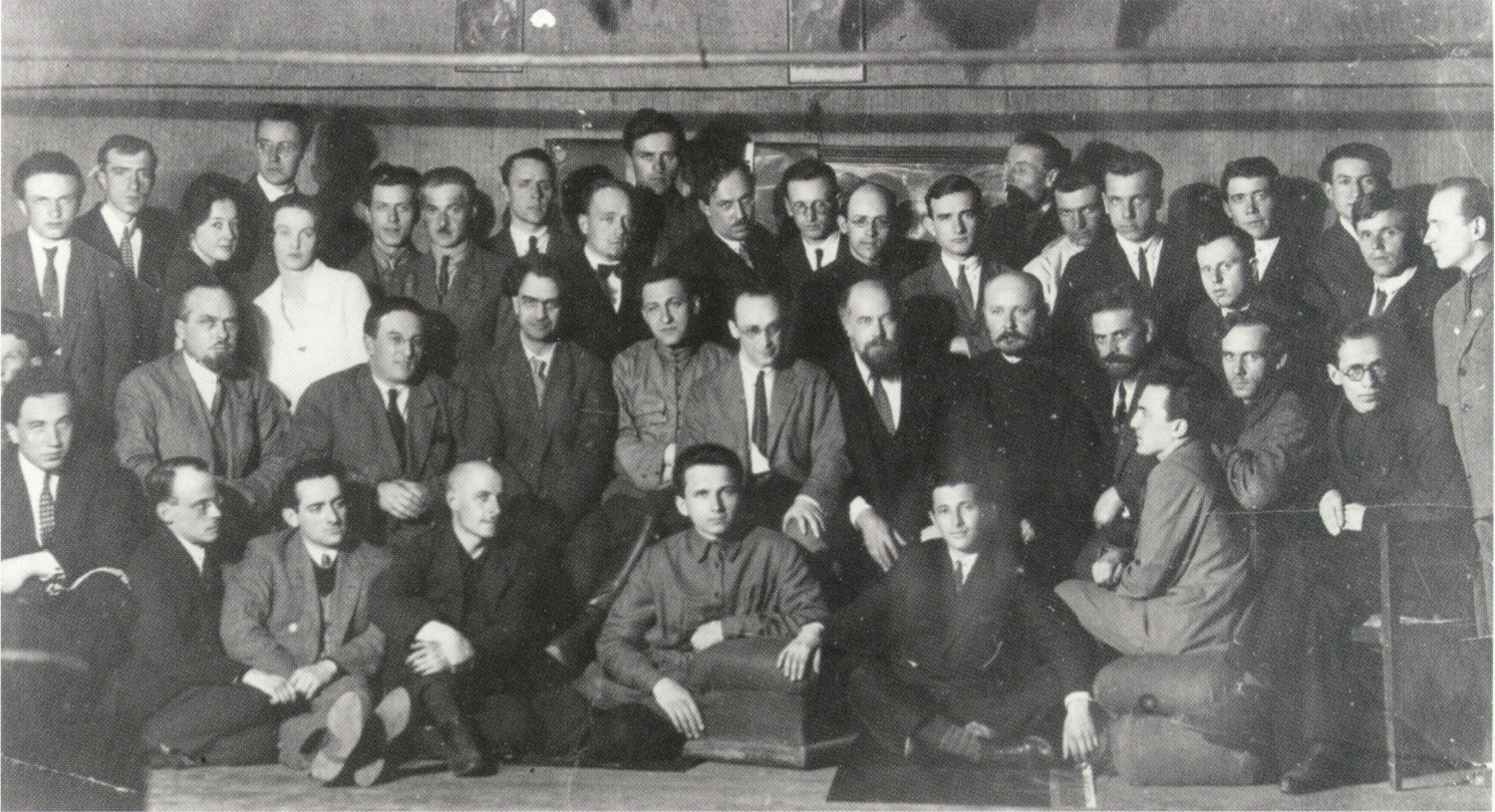
Primera conferencia de la OSA, Moscú, abril de 1928
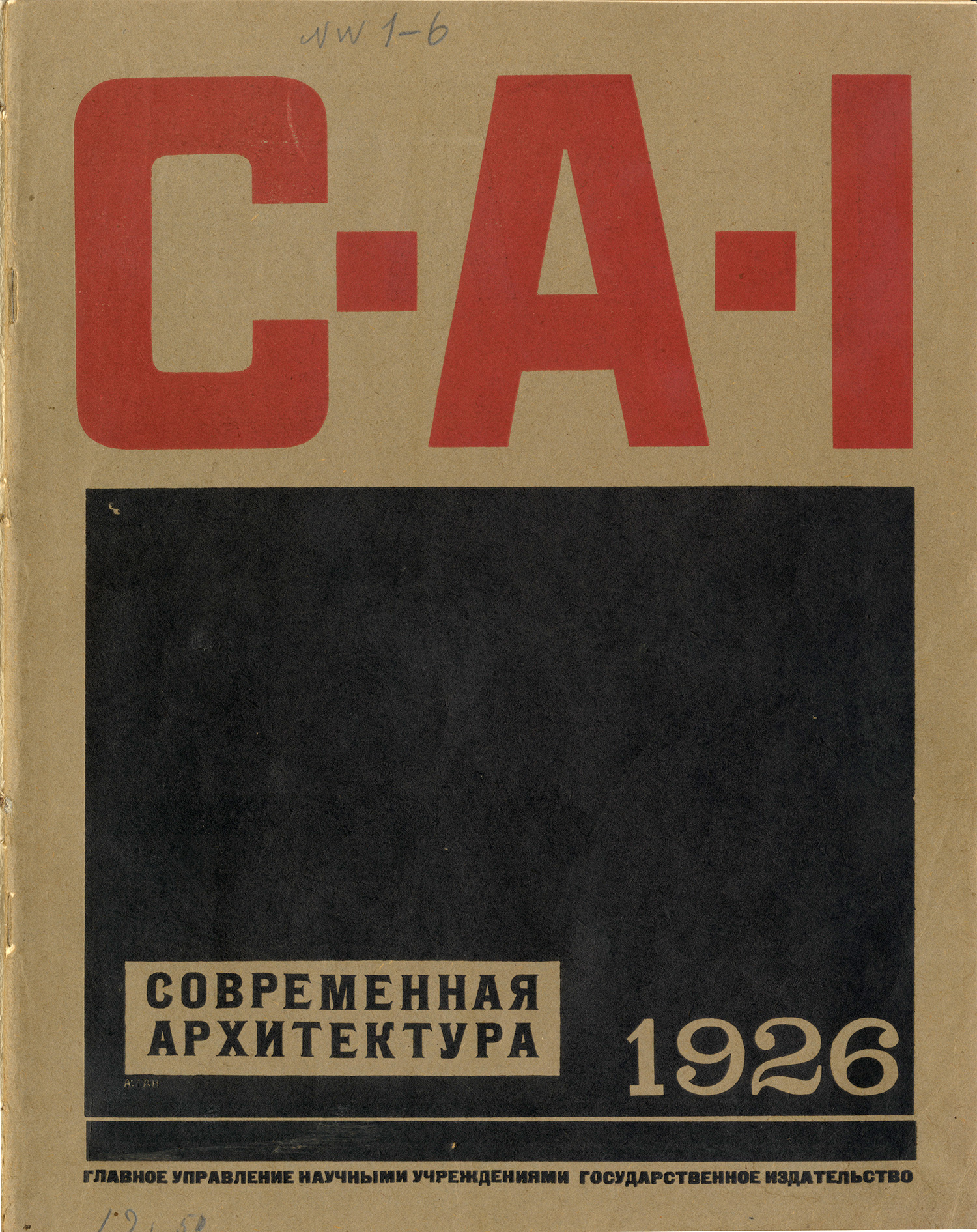
Primera portada de la revista Sovreménnaya Arjitektura (1926)
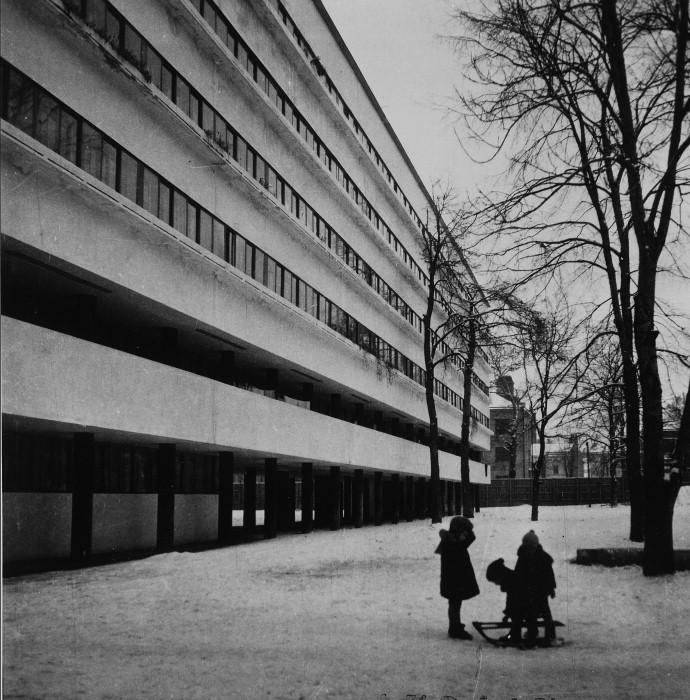
Edificio Narkomfín (1928-1930), de Moiséi Guínzburg e Ignati Milinis
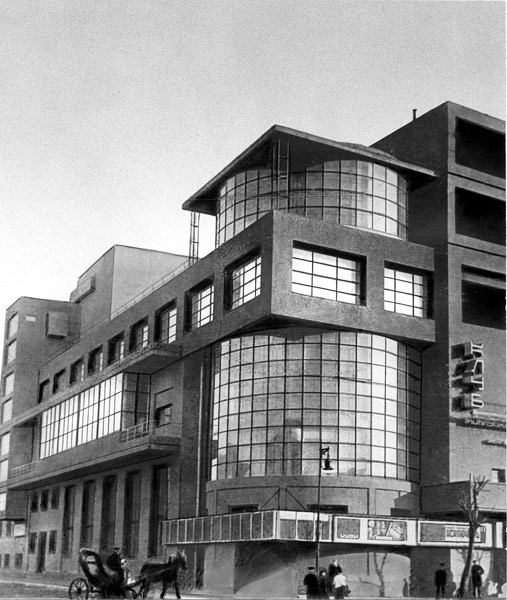
Club Zúev (1927-1929), de Iliá Gólosov
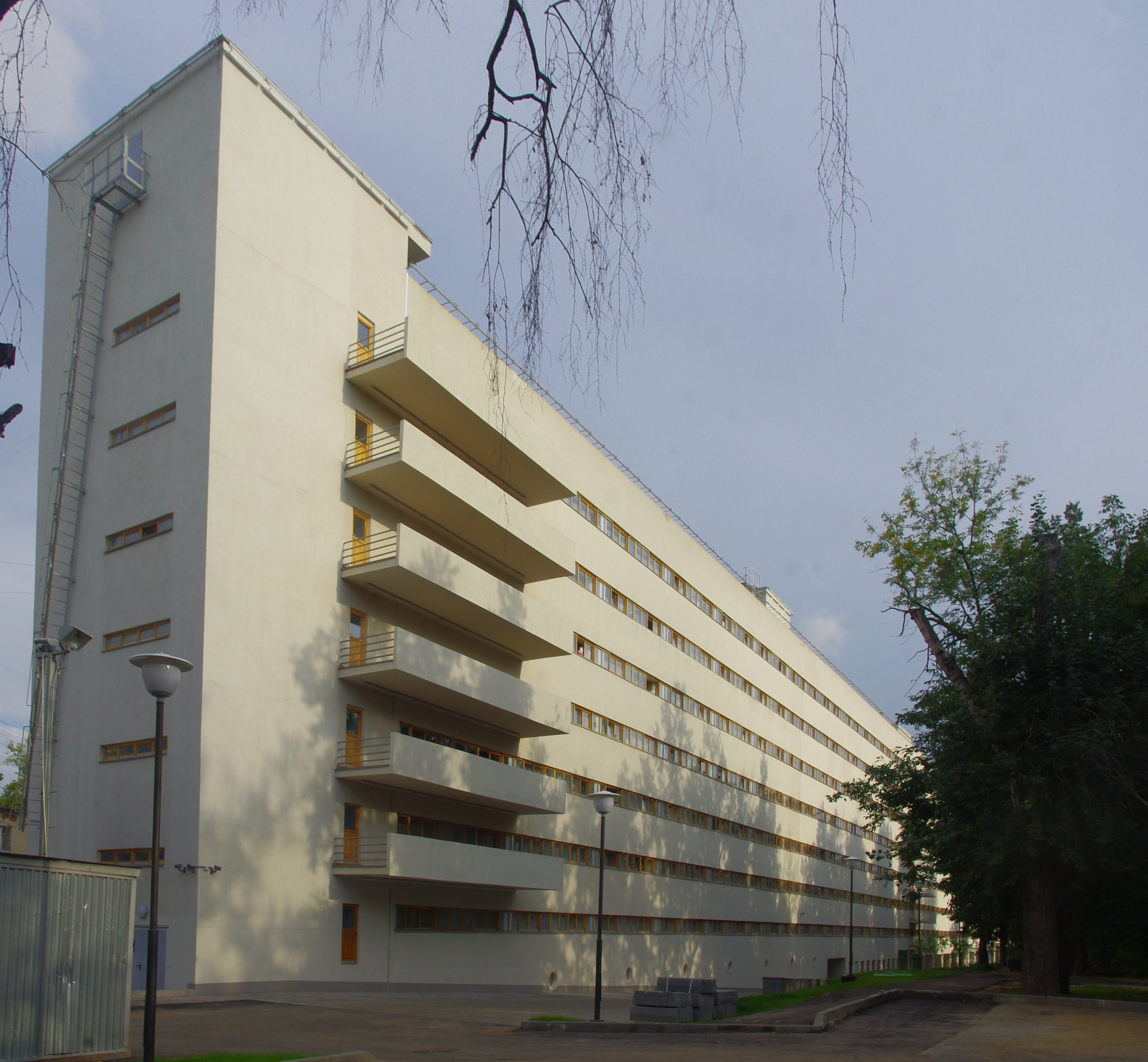
Casa comunal del Instituto Textil (1929-1931), de Iván Nikoláyev

Los principales miembros de la OSA fueron:
- Mijaíl Barsch
- Grigori Barjín
- Andréi Búrov
- Alekséi Gan
- Moiséi Guínzburg
- Iliá Gólosov
- Panteleimón Gólosov
- Nikolái Kolli
- Nikolái Krasílnikov
- Iván Leonídov
- Kazimir Malévich
- Iván Nikoláyev
- Aleksandr Nikolski
- Mijaíl Ojitóvich
- Aleksandr Pasternak[28]
- Michail Perschtsch
- Aleksandr Vesnín
- Leonid Vesnín
- Víktor Vesnín

### Lo cotidiano y lo utópico

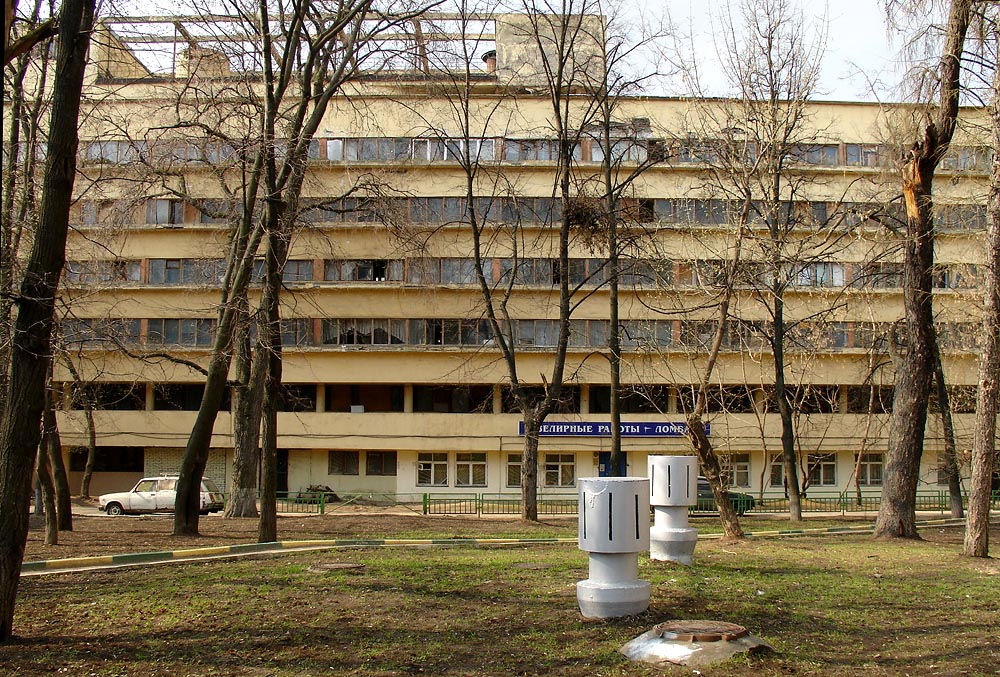
Edificio Narkomfin, obra de Moiséi Guínzburg. Actualmente bajo amenaza de demolición, el edificio se encuentra en la parte superior de la lista de edificios en peligro de extinción de la UNESCO y hay una campaña internacional para salvarlo.

Las nuevas formas de los constructivistas comenzaron a simbolizar el proyecto de una nueva vida cotidiana de la Unión Soviética, entonces en la economía mixta de la Nueva Política Económica. Se construyeron edificios estatales como el enorme complejo Gosprom en Járkov (diseñado por Serguéi Serafímov, Mark Felguer y Samuíl Kravets, 1926-1928), que para Reyner Banham era —como señaló en su Theory and Design in the First Machine Age [Teoría y diseño en la primera era de las máquinas]—, junto con la Bauhaus de Dessau, la obra moderna de mayor escala de la década de 1920. Otras obras notables fueron la parábola de aluminio y la escalera acristalada del Planetario de Moscú de 1929 de Mijaíl Barsch y Mijaíl Siniavski.

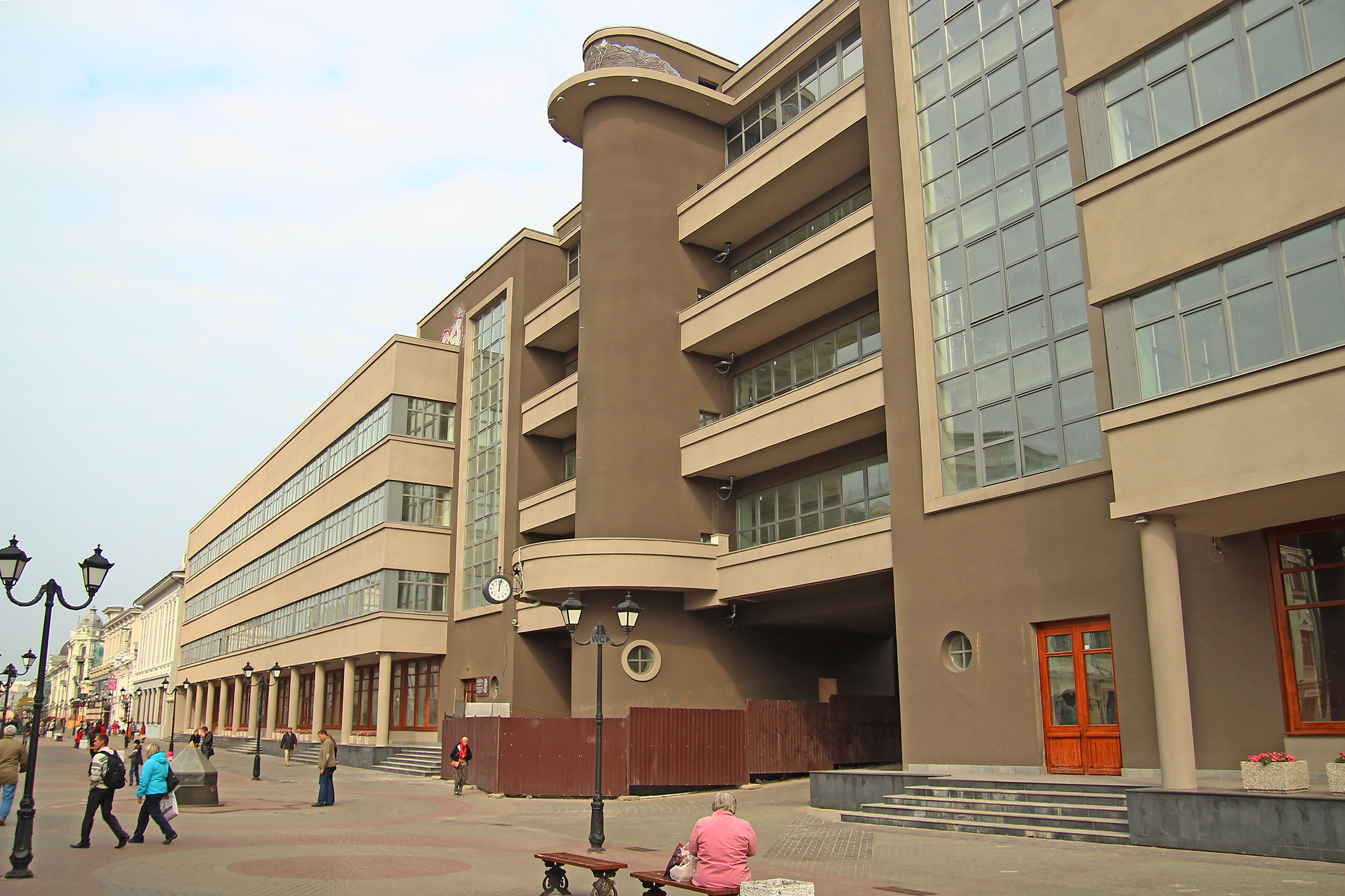
Casa de la imprenta (1935) en Kazán, de Semen Pen

La popularidad de la nueva estética llevó a los arquitectos tradicionalistas a adoptar el constructivismo, como en la central eléctrica MOGES de 1926 de Iván Zholtovski o en las oficinas de Narkomzem de Alekséi Schúsev, ambas en Moscú. Del mismo modo, el ingeniero Vladímir Shújov proyectó la ahora conocida como Torre de Shújov, vista a menudo como una obra de vanguardia y que, según Walter Benjamin en su Diario de Moscú, «sin igual a cualquier estructura similar en Occidente».  Shújov también colaboró con  Mélnikov en el Garaje de autobuses Bakhmetevsky y en el Garaje de la calle Novo-Ryazanskaya. Muchos de estos edificios se muestran en la película de Serguéi Eisenstein La línea general, que también presentó una maqueta de una granja colectiva constructivista especialmente construida diseñada por Andréi Búrov.
Un objetivo central de los constructivistas era inculcar la vanguardia en la vida cotidiana. Desde 1927 trabajaron en proyectos para los Clubes de Trabajadores, instalaciones de ocio comunales generalmente construidas en distritos fabriles. Destacan los clubes de Kauchuk, Svoboda y Rusakov proyectados por Konstantín Mélnikov, el club  de los Trabajadores de  Likachev obra de los hermanos Vesnín, y  el Club de los Trabajadores de Zuev de Iliá Gólosov.

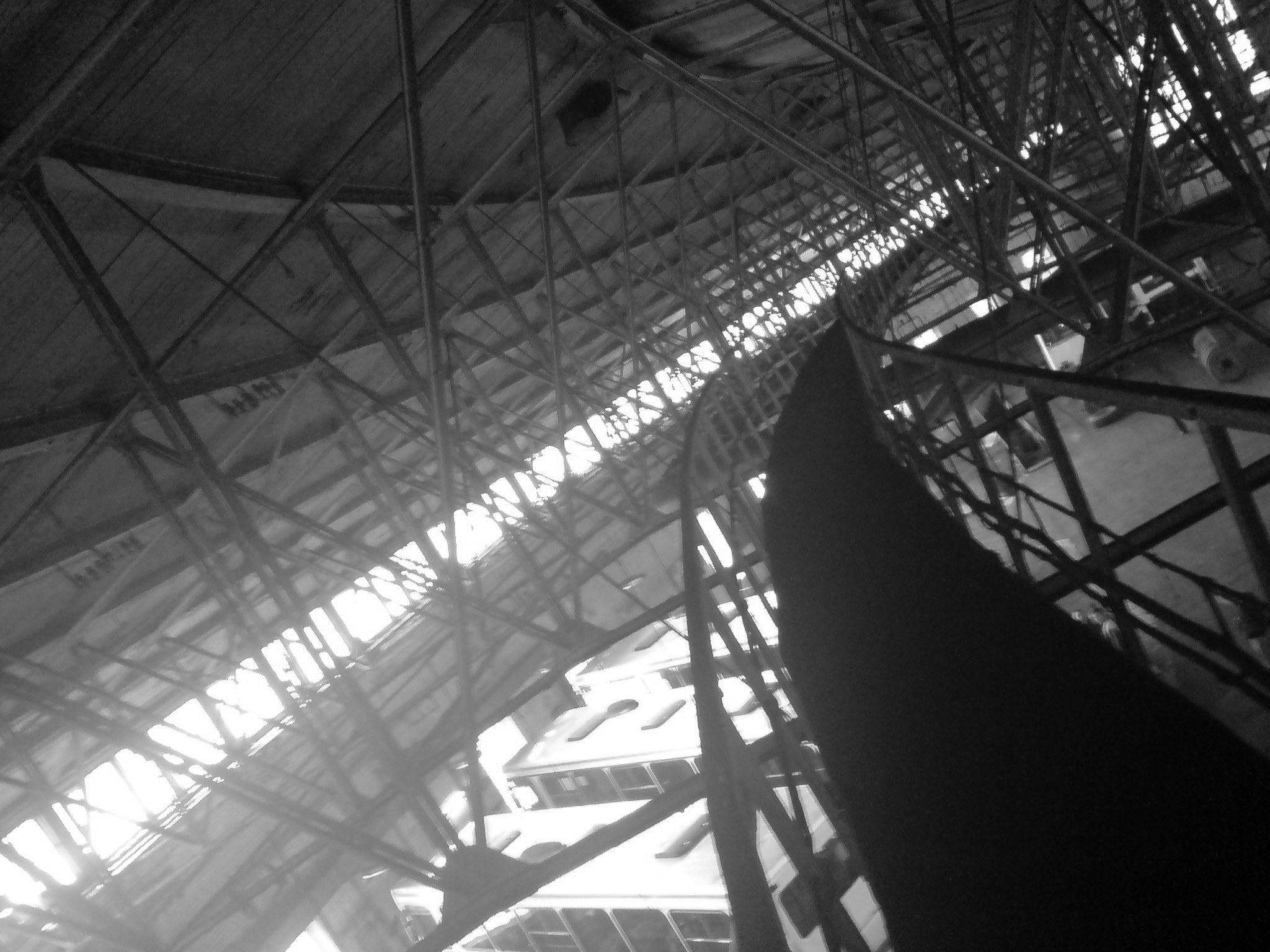
Garaje de la calle Novo-Ryazanskaya (Konstantín Mélnikov, 1926)
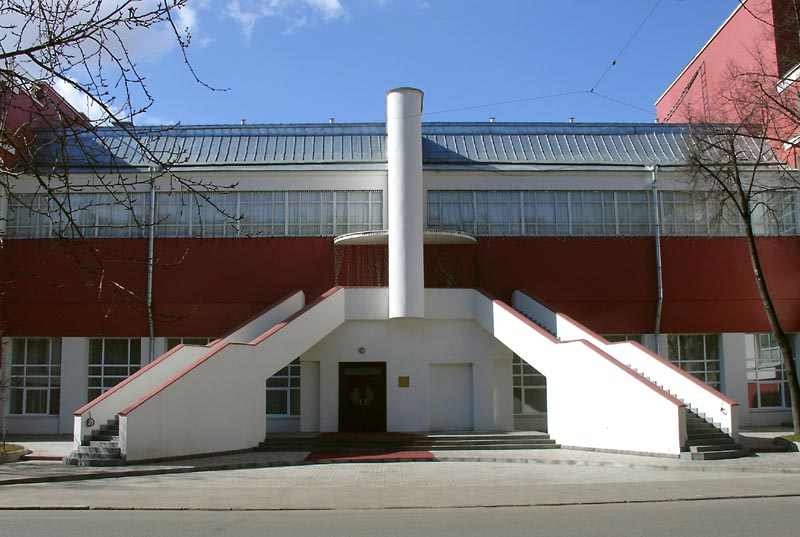
Club de la fábrica de Svoboda, Moscú (Konstantín Mélnikov, 1927)
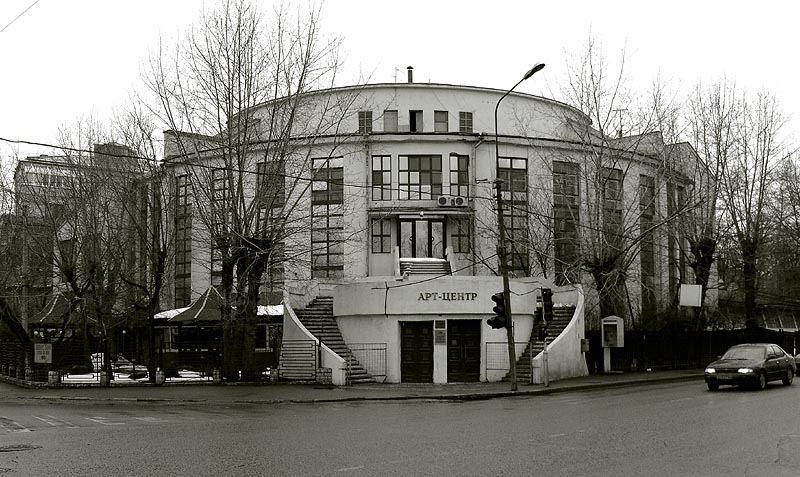
Club de la fábrica de Kauchuk (Konstantín Mélnikov, 1927)

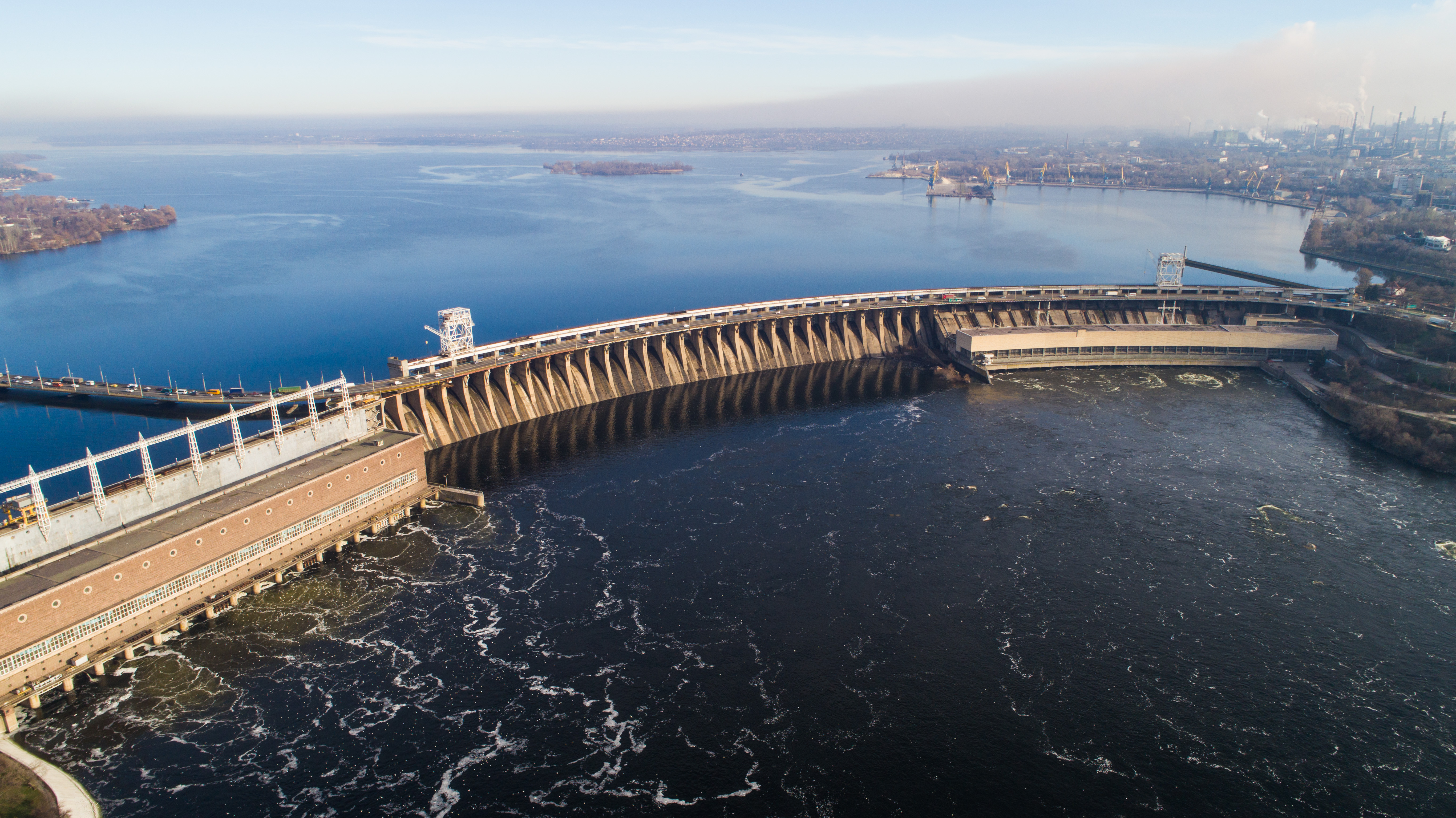
DniproGES (1932) de los hermanos Vesnín

Al mismo tiempo que esta incursión en lo cotidiano, se diseñaron proyectos extravagantes como el Instituto Lenin de Iván Leonídov, una obra de alta tecnología que se compara con los trabajos de Buckminster Fuller. Consistía en una biblioteca del tamaño de un rascacielos, un planetario y una cúpula, todos unidos por un monorraíl; o la Flying City, que se explica por sí mismo, de Gueorgui Krútikov, un proyecto de ASNOVA que fue concebido como una propuesta seria para la vivienda aerotransportada. La casa Mélnikov y su Garaje de autobuses Bakhmetevsky  son buenos ejemplos de las tensiones entre el individualismo y el utilitarismo en el constructivismo.
También hubo proyectos para rascacielos suprematistas llamados 'planits' o 'architektons' por Kasimir Malévich, Lázar Jidékel —Cosmic Habitats (1921-1922), Architectons (1922-1927), Workers Club (1926), Communal Dwelling (Коммунальное Жилище) (1927)— y A. Nikolski y L. Jidékel, Instituto Cooperativo de Moscú (1929). El elemento fantástico también encontró expresión en el trabajo de Yákov Chérnijov, quien produjo varios libros de diseños experimentales, el más famoso de ellos  Architectural Fantasies (1933), lo que le valió el epíteto de «el Piranesi soviético».

### ElSotsgorody el urbanismo

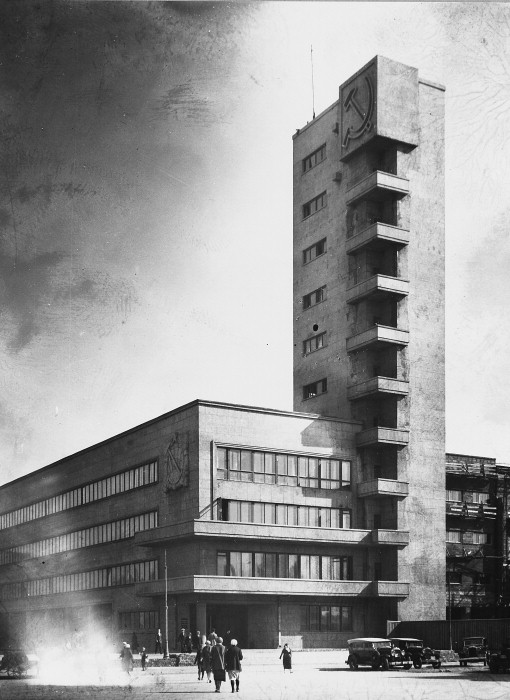
Ayuntamiento de Noi Trotsky, Leningrado, 1932-1934

A pesar de la ambición de muchas de las propuestas constructivistas para la reconstrucción de las ciudades, hubo muy pocos ejemplos de urbanismo constructivista coherente. Aunque el distrito de Nárvskaya Zastava de Leningrado sí se convirtió en un foco del constructivismo. A partir de 1925, arquitectos como A. Gegello y Aleksandr Nikolski del grupo  OSA diseñaron viviendas comunales para la zona, así como edificios públicos como el Ayuntamiento de Kírov de Noi Trotsky (1932-1934), una escuela experimental de G.A. Símonov y una serie de lavanderías y cocinas comunitarias, diseñadas para el área por miembros locales de ASNOVA.
Muchos de los constructivistas esperaban ver sus ambiciones realizadas durante la «Revolución Cultural» que acompañó al Primer Plan Quinquenal (1928-1932). En ese momento, los constructivistas se dividieron entre urbanitas y desurbanitas, que favorecían desarrollos como la ciudad jardín o un modelo de ciudad lineal. La ciudad lineal fue promocionada por el director del comisariado de finanzas Nikolái Miliutin en su libro Sozgorod, también conocido Sotsgorod (1930). Eso fue llevado a un nivel más extremo por el teórico de OSA Mijaíl Ojitóvich (en). Su desurbanismo propuso un sistema de edificios unipersonales o unifamiliares conectados por redes de transporte lineal, repartidos en un área enorme que cruzaría los límites entre lo urbano y lo agrícola, que se asemejaba en un equivalente socialista a la Broadacre City de Frank Lloyd Wright. Los desurbanitas y urbanitas propusieron proyectos para nuevas ciudades que,  como en Magnitogorsk, a menudo fueron rechazados en favor de los arquitectos alemanes más pragmáticos que huían del nazismo, como la 'Brigada de Mayo' (Ernst May, Mart Stam y Margarete Schütte-Lihotzky) o la 'Brigada Bauhaus' dirigida por Hannes Meyer y Bruno Taut.
La planificación de la ciudad que propugnaba Le Corbusier tuvo un breve apoyo, cuando el arquitecto escribió una «respuesta a Moscú» que más tarde se convirtió en el plan de la Ville Radieuse, y diseñó el edificio del gobierno de Tsentrosoyuz, en colaboración  con el constructivista Nikolai Kolli. Los apartamentos dúplex y las instalaciones colectivas del grupo OSA fueron una gran influencia para él que se reflejará en su obra posterior. Otro famoso modernista, Erich Mendelsohn, diseñó la fábrica textil Bandera Roja de Leningrado y popularizó el constructivismo con su libro Russland, Europa, Amerika.  Un proyecto del Plan Quinquenal con importantes aportes constructivistas fue la Estación Hidroeléctrica Dniéper (DneproGES),  diseñada por Victor Vesninet y otros. El Lissitzky también popularizó el estilo en el extranjero con su libro de 1930 The Reconstruction of Architecture in Russia [La reconstrucción de la arquitectura en Rusia].

### El fin del constructivismo

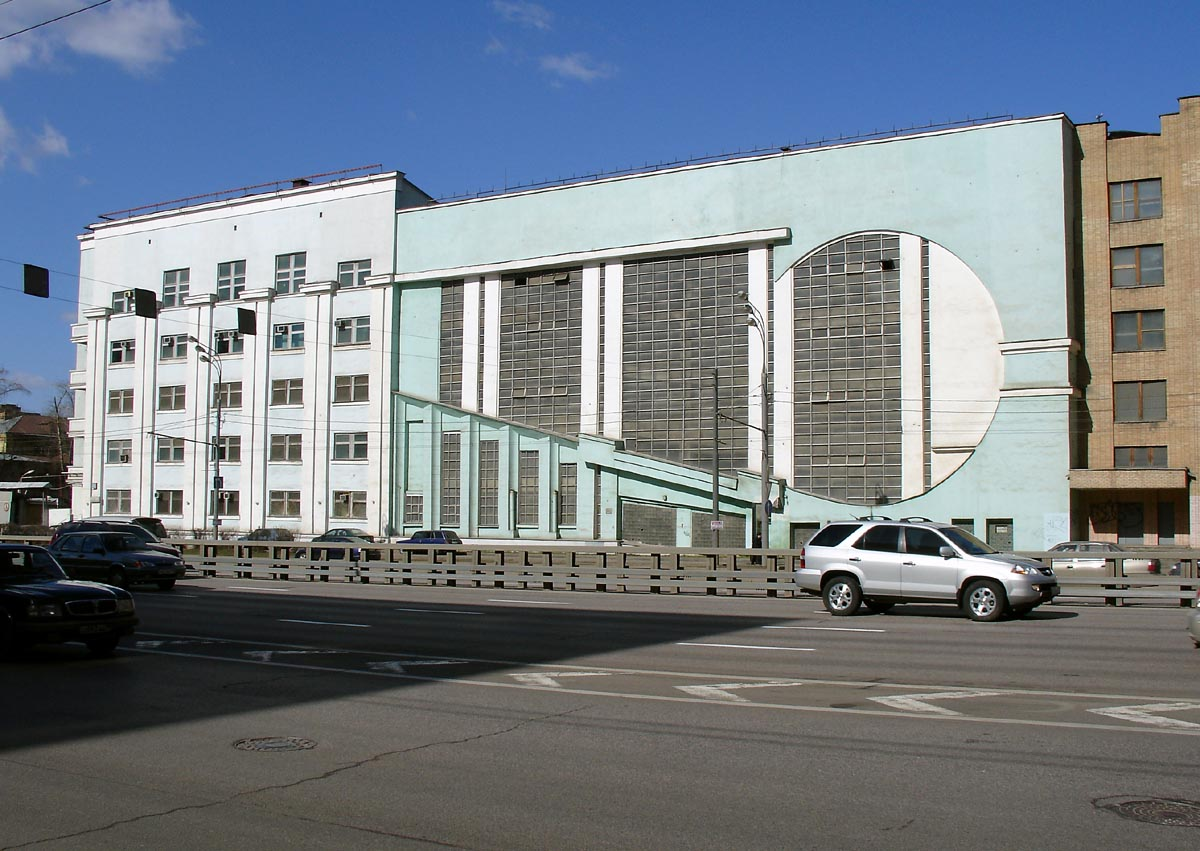
Garaje Intourist (1933-1934), obra de Konstantín Mélnikov

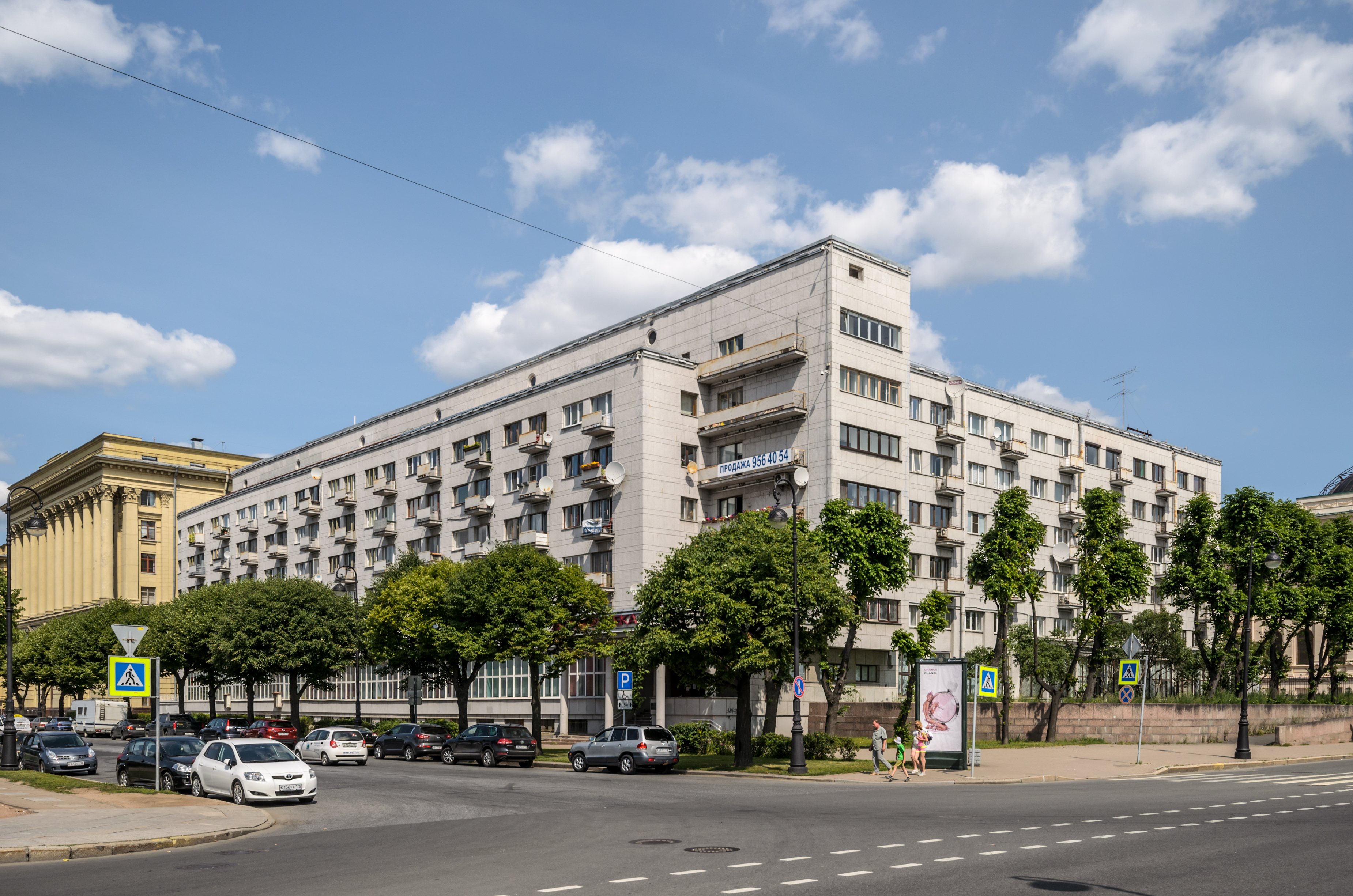
Casa de Convictos Políticos en San Petersburgo, 1933

El concurso de 1932 para el Palacio de los Soviets, un proyecto grandioso para rivalizar con el Empire State Building, contó con propuestas de todos los principales constructivistas, así como de Walter Gropius, Erich Mendelsohn y Le Corbusier. Sin embargo, el momento coincidió con una crítica generalizada hacia el movimiento moderno, que siempre había sido difícil de mantener en un país todavía mayoritariamente agrario. También se criticó que el estilo simplemente copiaba las formas de la tecnología utilizando métodos de construcción bastante rutinarios. La obra ganadora de Borís Iofán marcó el inicio del historicismo ecléctico de la arquitectura estalinista, un estilo que tiene similitudes con el posmodernismo que reaccionara más adelante contra el cosmopolitismo de la arquitectura moderna, la supuesta fealdad e inhumanidad con una selección y mezcla de estilos históricos, a veces logrados con nuevas tecnologías. Los proyectos de vivienda como el Narkomfin fueron diseñados por los intentos de reformar la vida cotidiana en la década de 1920, como la colectivización de las instalaciones, la igualdad de sexos y la crianza colectiva de los niños, todo lo cual cayó en desgracia cuando el estalinismo revivió los valores familiares. Los estilos del Viejo Mundo también se revivieron, popularizando el metro de Moscú en particular  la idea de «palacios de los trabajadores».
A fines de la década de 1920, el constructivismo era la arquitectura dominante del país y, sorprendentemente, todavía sobreviven muchos edificios de ese período. Inicialmente, la reacción fue hacia un clasicismo art decoesco que inicialmente se infló con dispositivos constructivistas, como en la Casa del Malecón de Borís Iofán de 1929-1932. Durante unos pocos años, algunos edificios se diseñaron en un estilo compuesto a veces llamado posconstructivismo.
Después de esa breve síntesis, la reacción neoclásica fue totalmente dominante hasta 1955. Los edificios racionalistas todavía fueron comunes en la arquitectura industrial, pero desaparecieron en los proyectos urbanos. Algunos últimos edificios constructivistas aislados se pusieron en marcha en 1933-1935, como el edificio de Pravda de Panteleimón Gólosov (acabado en 1935), el Instituto Textil de Moscú (acabado en 1938) o los vestíbulos racionalistas de Ladovsky para el metro de Moscú. Los hermanos Vesnín e Iván Leonídov participaron en un concurso para el proyecto  Narkomtiazhprom en la Plaza Roja de 1934, claramente con una propuesta modernista, otro edificio estalinista sin construir. También se pueden encontrar rastros de constructivismo en algunas obras del realismo socialista, por ejemplo, en los alzados futurista del ultraestalinista Pabellón de la Unión Soviética de Iofán en la Exposición Internacional de París de 1937, que tenía interiores suprematistas de Nikolái Suetin.
Hacia finales de la década de 1920 y principios de la de 1930, cada vez más arquitectos de vanguardia se volcaron hacia el clasicismo (como posconstructivismo), muchos incluso antes de su decisión oficial en 1932. Los motivos de ello son controvertidos en la historiografía arquitectónica. El principal punto de controversia sigue siendo si la vanguardia falleció por su propio desarrollo o por la represión política. Al menos algunos arquitectos y artistas se vieron afectados por esta última. En 1930, Iván Leonídov fue expulsado del Vjutemás por sabotaje. Mijaíl Ojitóvich recibió un disparo en 1937 por criticar a Stalin; Alekséi Gan recibió un disparo el 8 de septiembre de 1942 bajo el Artículo 58 del Código Penal, también por criticar a Stalin.

## Arquitectos extranjeros en la Unión Soviética

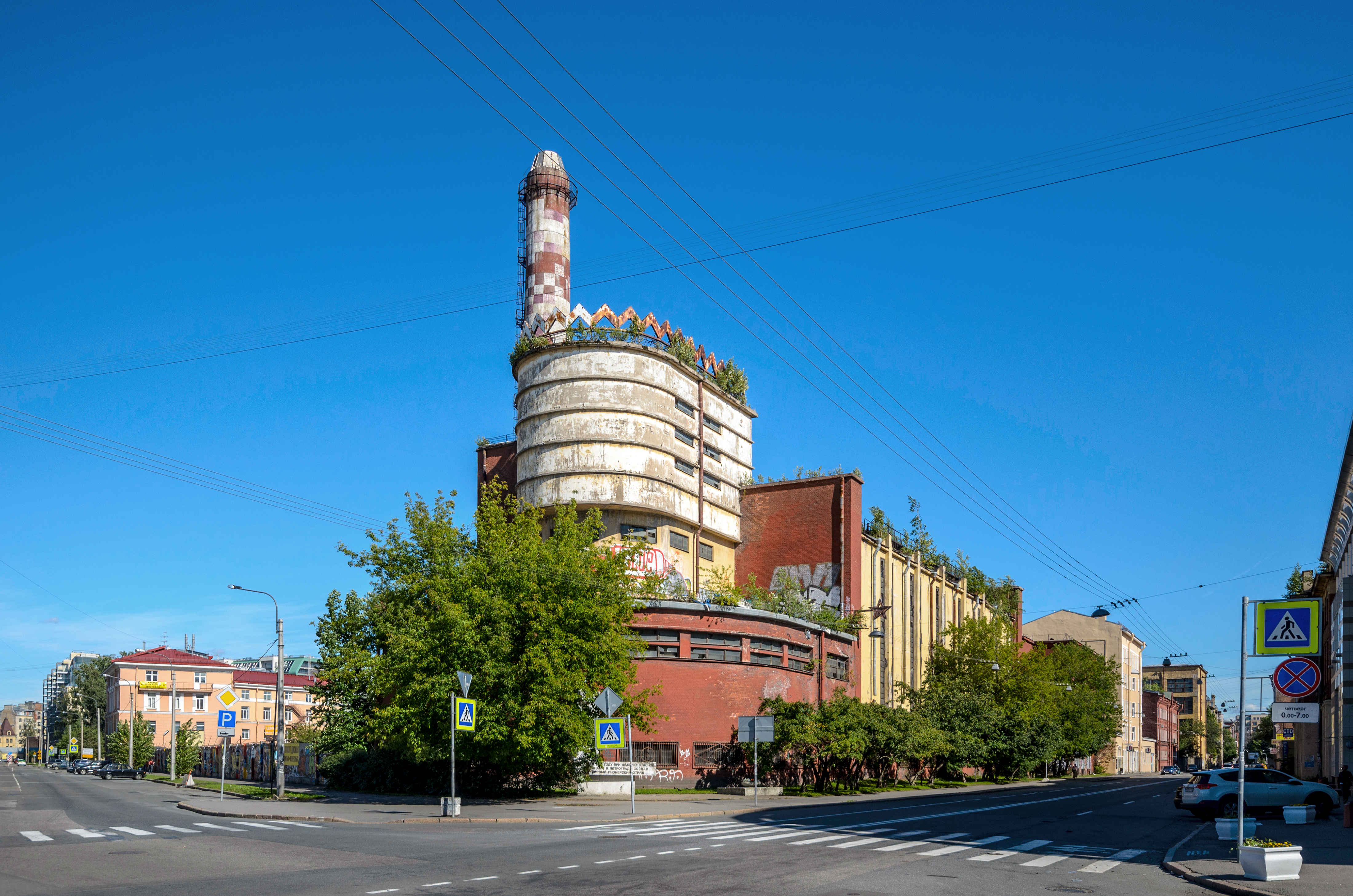
Central eléctrica de la fábrica textil Bandera Roja de Erich Mendelsohn (1926-1927)

Además de los arquitectos soviéticos, algunos arquitectos de Europa occidental estuvieron activos en la Unión Soviética en las décadas de 1920 a 1930. Cabe mencionar especialmente a Erich Mendelsohn con la fábrica textil Bandera Roja —diseñó la planta general, la central eléctrica de la fábrica y otros edificios fueron terminados por S. O. Ovsyannikov, E. A. Tretiakov e Hyppolit Pretreaus entre 1926-1928 y 1934-1937—, así como a los arquitectos Ernst May  (en la URSS en 1930-1933 ) y Hannes Meyer  (en 1930-1936). Ambos arquitectos crearon varios proyectos de desarrollo urbano en la Unión Soviética. A Hannes Meyer y a sus colegas en la Unión Soviética a menudo se les conoce como la «brigada roja de la Bauhaus».

## Constructivismo internacional

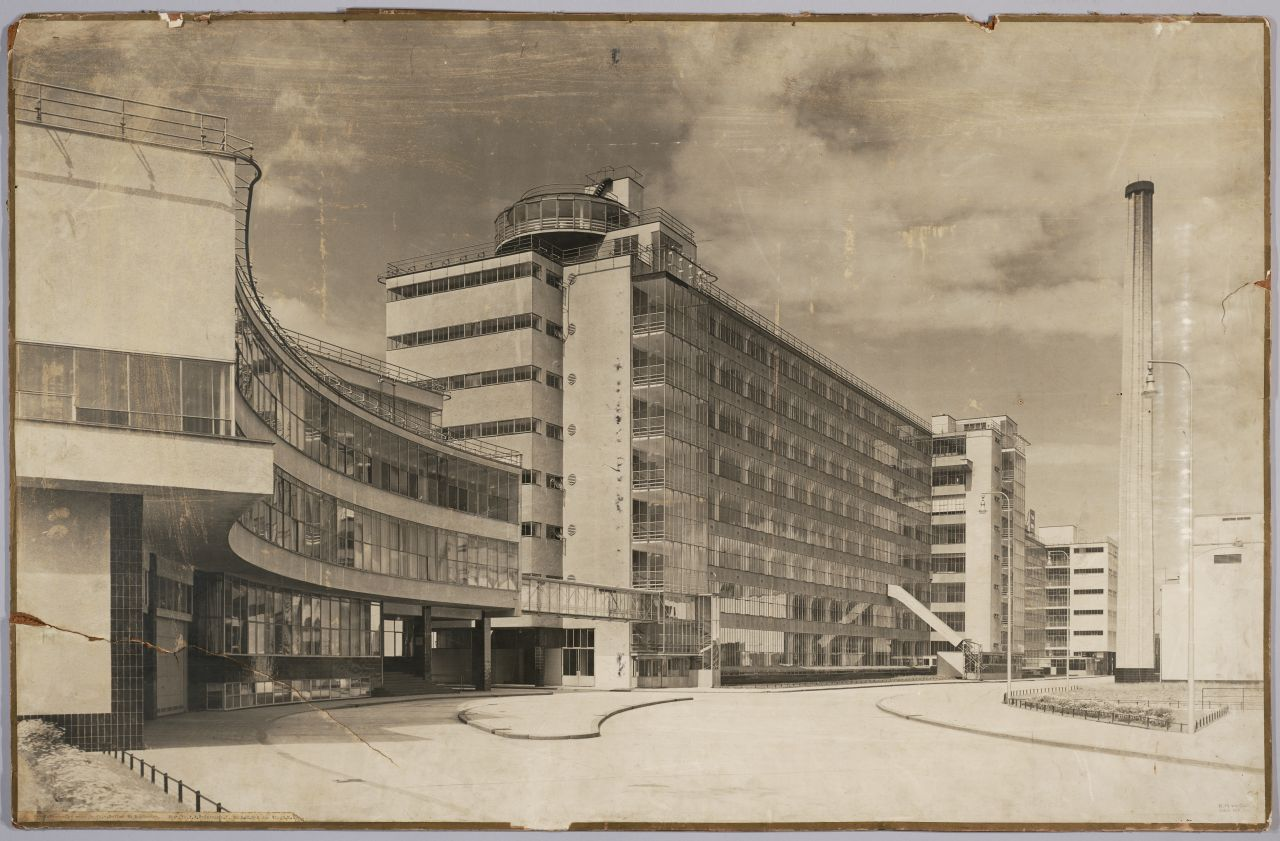
Van der Vlugt con Brinkman y Stam. 1926-1930. Fábrica Van Nelle, Róterdam.

Las ideas constructivistas se difundieron por toda Europa occidental a finales de la década de 1920. Los arquitectos Mart Stam, Walter Gropius, Erich Mendelsohn  y Le Corbusier fueron especialmente relevantes en ello; La concepción arquitectónica de Hannes Meyer  muestra claros paralelos con el constructivismo. El grupo más importante del constructivismo internacional fue el grupo ABC, que publicó la revista «ABC - Contribuciones a la construcción». En el proceso, los fuertes contrastes entre constructivismo y racionalismo se disolvieron parcialmente. El Lissitzky, miembro de ASNOVA, también fue miembro de ABC.

## Recepción posterior

### Rusia
El temprano fin del constructivismo en la Unión Soviética y la inadecuada revaluación del estalinismo, así como la falta de aceptación desde 1990 en la propia Rusia, fueron un obstáculo para la recepción. El historiador de arte y arquitectura Selim Jan-Magomédov, realizó extensos estudios sobre la operación constructivista. Otras representaciones provienen de C. Cooke y A. Kopp. Sin embargo, hasta el día de hoy todavía hay una falta de aceptación y atención en la sociedad y la política rusas, a diferencia del caso de la Bauhaus en Alemania. Los políticos en particular muestran un fuerte desprecio por esa fase de la arquitectura rusa que no se corresponde con la autoimagen de la oligarquía rusa. Yuri Leschkow, alcalde de Moscú, dijo: «Qué alegría que en nuestra ciudad tan maravillosa están apareciendo nuevos centros comerciales, no tanta basura», mientras señalaba al Narkomfin.
ICOMOS ha incluido repetidamente el edificio Narkomfin en la lista de bienes culturales en peligro de extinción y exige la inclusión de los edificios conservados más importantes de la vanguardia soviética en la lista del patrimonio cultural mundial, para lo cual debería presentarse una solicitud de Rusia. Muchos edificios están ahora amenazados de derrumbe o demolición.

### Europa Occidental
Ha habido un gran interés en la vanguardia rusa en Europa desde la década de 1970.
El arquitecto Mark Wigley ve paralelos estilísticos entre la arquitectura soviética temprana (especialmente los primeros diseños no realizados antes de la división en racionalistas y constructivistas) y el deconstructivismo. En la exposición «Arquitectura deconstructivista», que comisarió con Philip Johnson en 1988, mostró obras deconstructivistas así como arte soviético temprano. 
En 2007, el Museo de Arte Moderno presentó la exposición «Lost Vanguard: Soviet Modernist Architecture, 1922–32 Photographs by Richard Pare», que mostraba obras de la vanguardia soviética en arquitectura en fotografías contemporáneas del fotógrafo Richard Pare. La exposición mostró arquitectura tanto constructivista como racionalista.

## Legado
Debido en parte a su compromiso político —y a su reemplazo por la arquitectura estalinista— las formas mecánicas y dinámicas del constructivismo no formaban parte del tranquilo platonismo del estilo internacional, tal y como lo definieron Philip Johnson y Henry-Russell Hitchcock. Su libro incluía solo un edificio de la URSS, un laboratorio eléctrico de un equipo gubernamental dirigido por Nikoláiev. Durante la década de 1960, el constructivismo fue rehabilitado hasta cierto punto, y tanto los edificios experimentales más atrevidos de la época (como el Teatro Globus o el Edificio del Ministerio de Carreteras de Tbilisi) y los desnudos apartamentos jrushchovka fueron en cierto sentido una continuación del experimento abortado, aunque en condiciones muy diferentes. Fuera de la URSS, el constructivismo a menudo se ha visto como una alternativa, un modernismo más radical, y su legado se puede ver en diseñadores tan diversos como Team 10, Archigram y Kenzo Tange, así como en gran parte del trabajo brutalista. Su integración de vanguardia y vida cotidiana tiene paralelos con los situacionistas, en particular con el proyecto New Babylon de Guy Debord y Constant Nieuwenhuys.
La arquitectura High Tech también tiene una deuda con el constructivismo, el más obvio el del Edificio Lloyd de Richard Rogers. Los primeros proyectos de Zaha Hadid fueron adaptaciones de los Architektons de Malévich, y la influencia de Chérnijov es clara en sus dibujos. El deconstructivismo evoca el dinamismo del constructivismo, aunque sin el aspecto social, como en la obra de  Coop Himmelb(l)au. A finales de la década de 1970, Rem Koolhaas escribió una parábola sobre la trayectoria política del constructivismo llamada The Story of the Pool (La historia de la piscina), en el que los constructivistas escapan de la URSS en una piscina modernista autopropulsada, solo para morir, después de ser criticados por las mismas razones que durante el estalinismo, poco después de su llegada a los Estados Unidos. Mientras tanto, muchos de los edificios constructivistas originales están mal conservados o en peligro de demolición inminente.

## Galería de imágenes

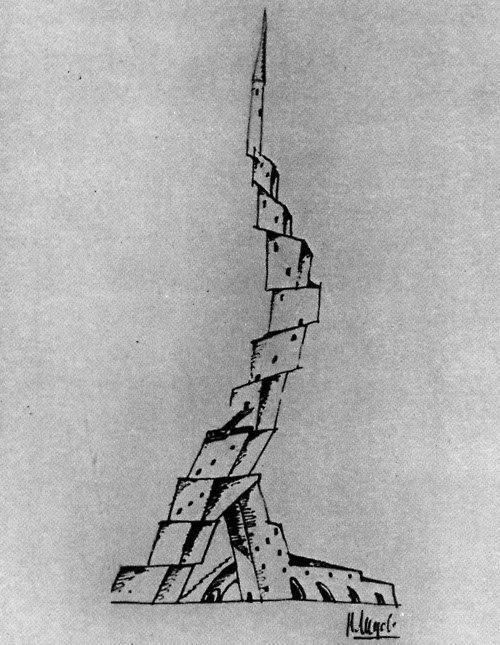
Diseño de vivienda colectiva (Nikolái Ladovski, 1920)
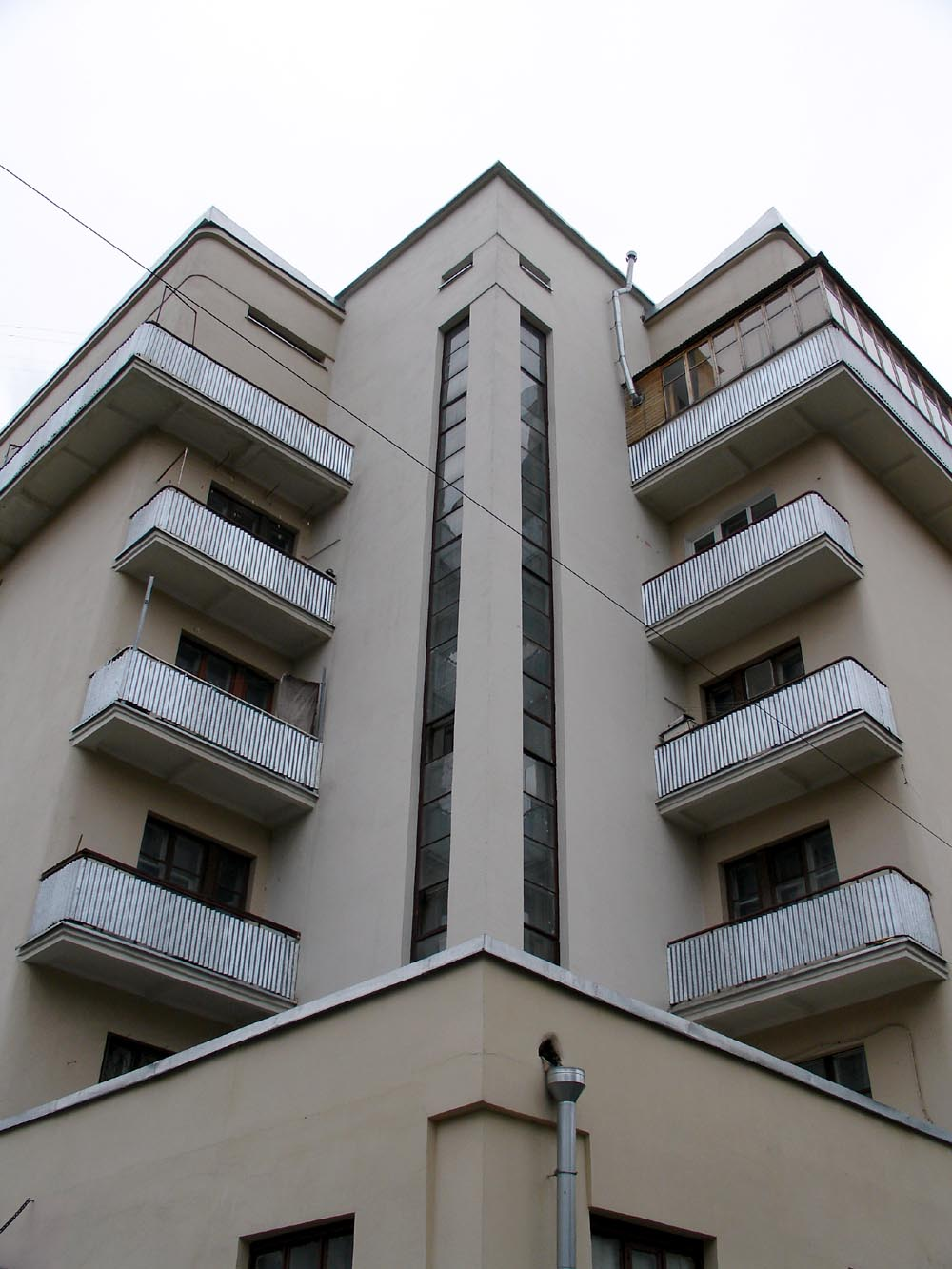
Pisos, Zamoskvorechye, Moscú (finales de la década de 1920)
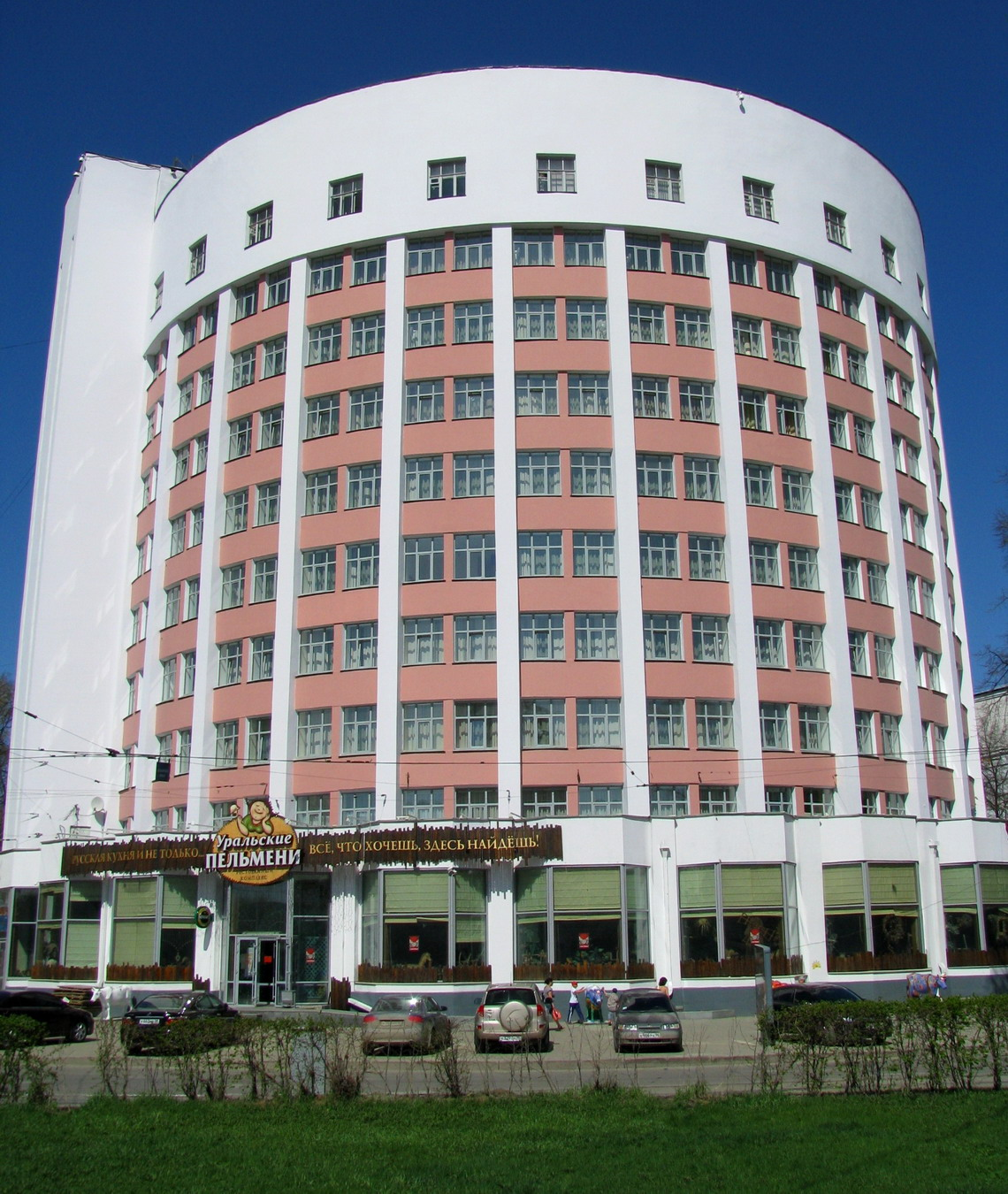
Hotel Iset (Ekaterimburgo, Aldea de los Chequistas)
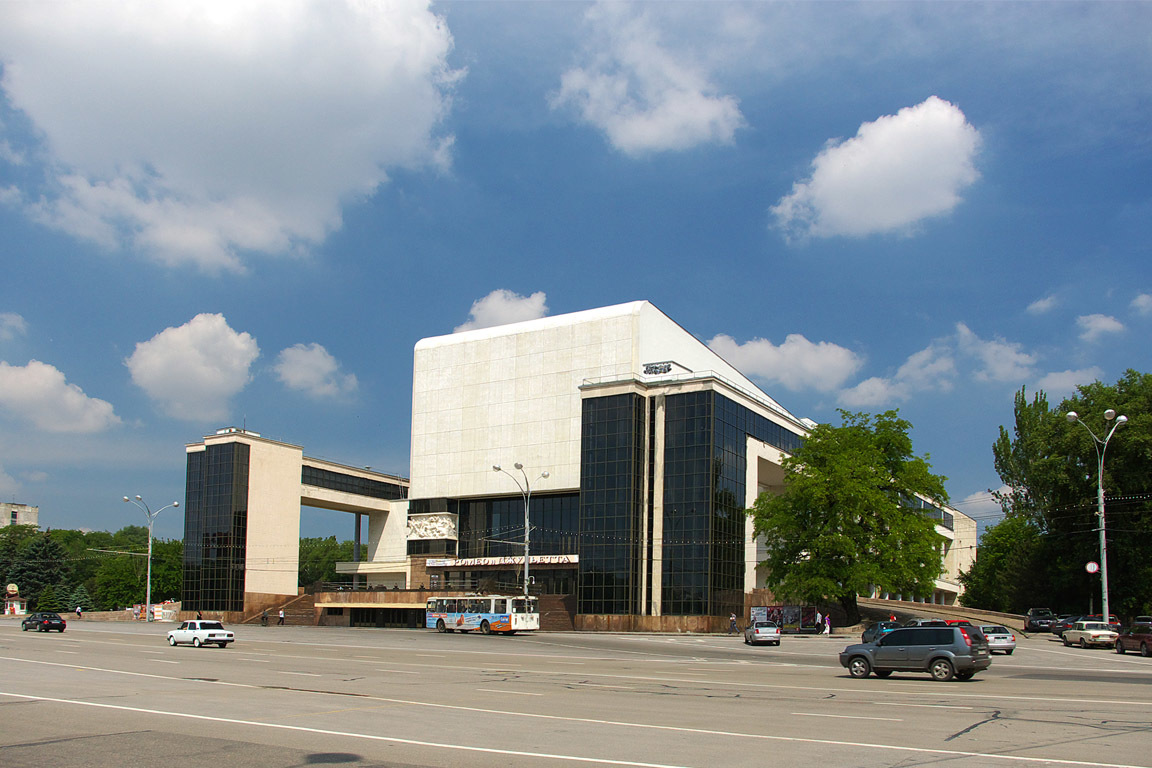
Teatro Maxim Gorky, Rostov-na-Donu, 1935
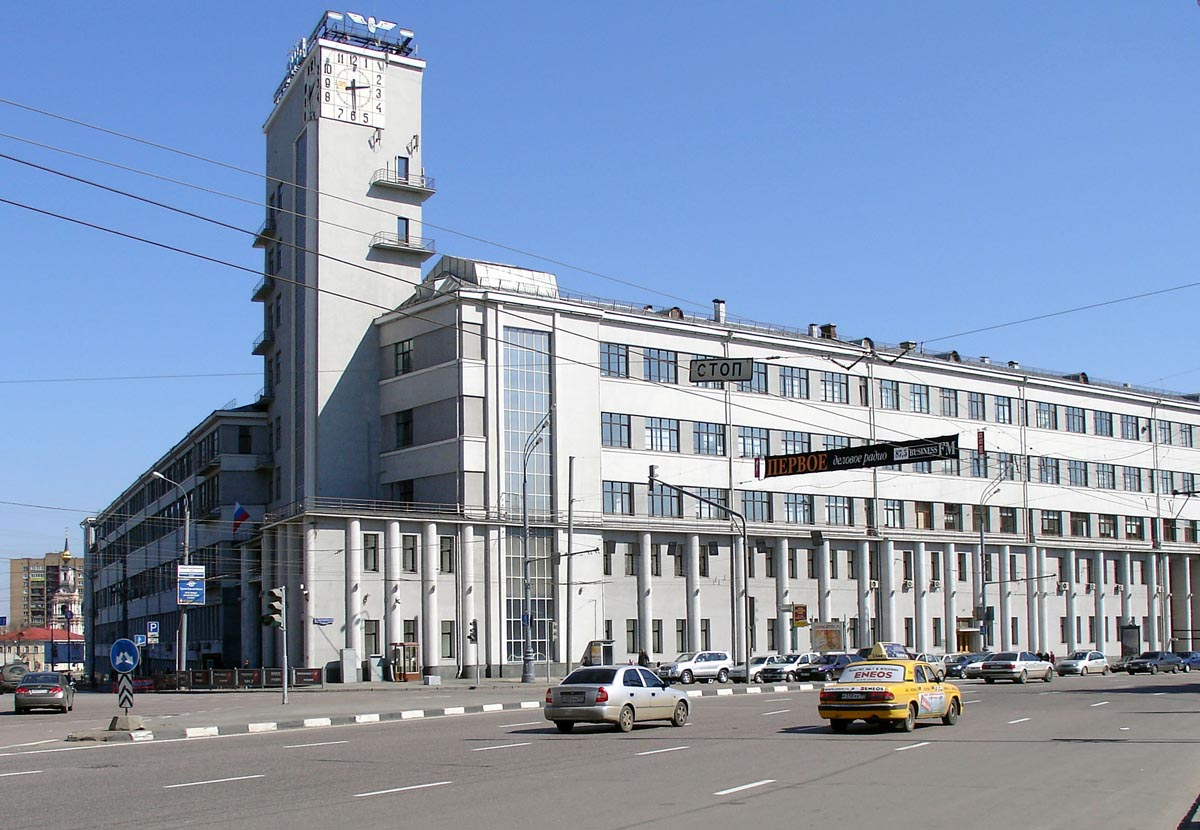
El Comisariado del Pueblo para las Líneas de Comunicación (Iván Fomín, 1929)
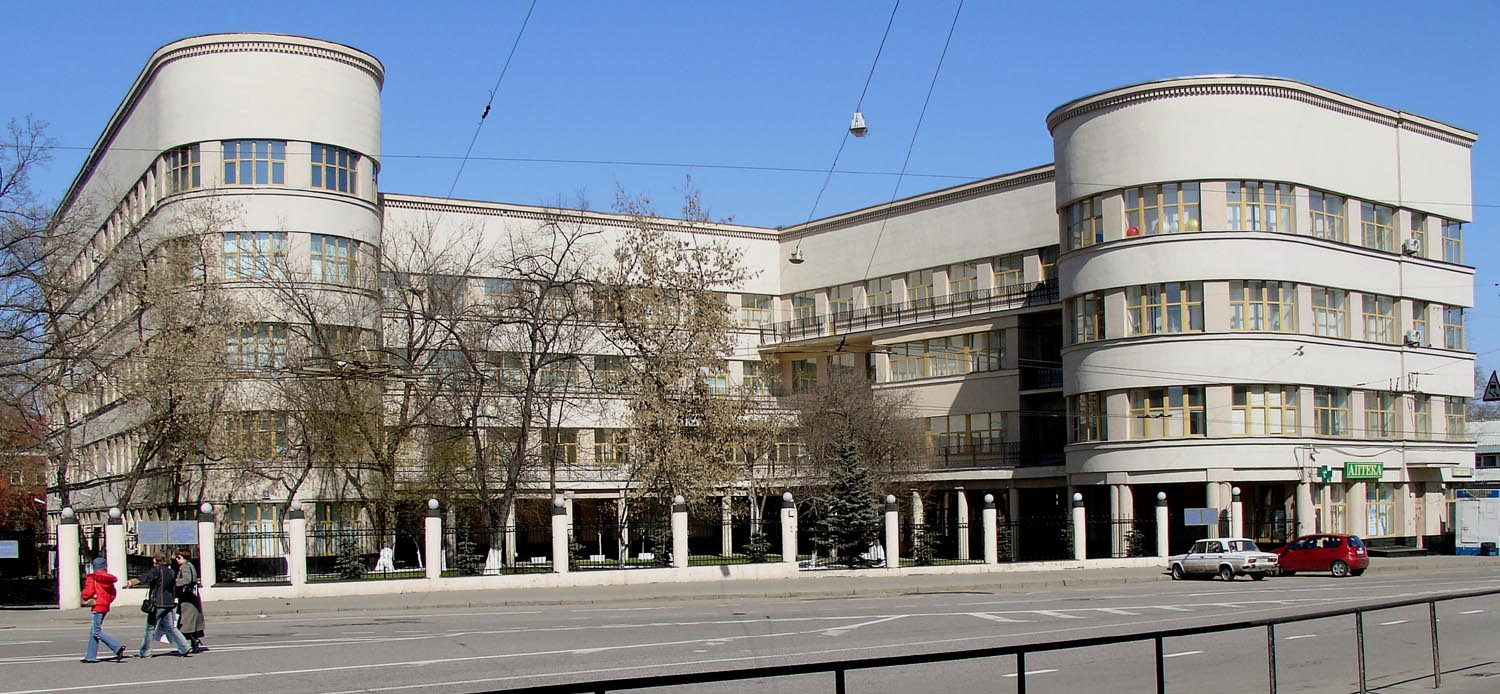
Edificio MPS, Moscú (Iván Fomín, años 1930)
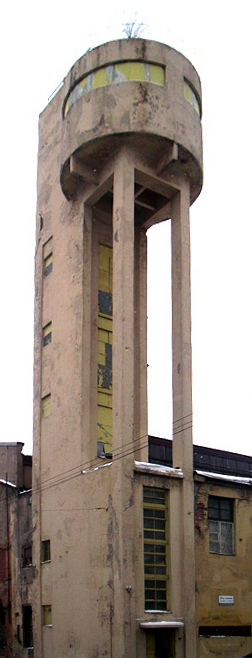
Factoría «Fabricante rojo de clavos», San Petersburgo (Yákov Chérnijov)
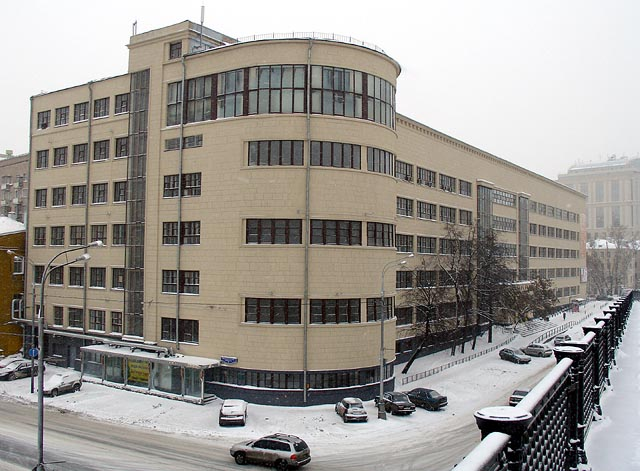
Instituto Textil, Moscú (1930-1938)
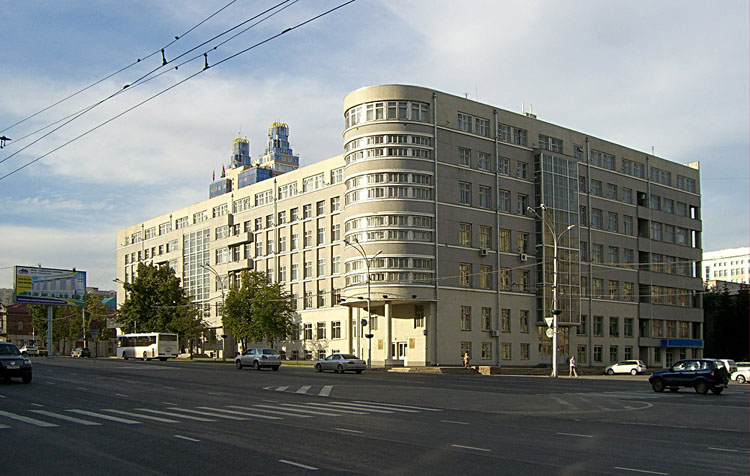
Edificio de la administración regional, 1930-1932. Novosibirsk.
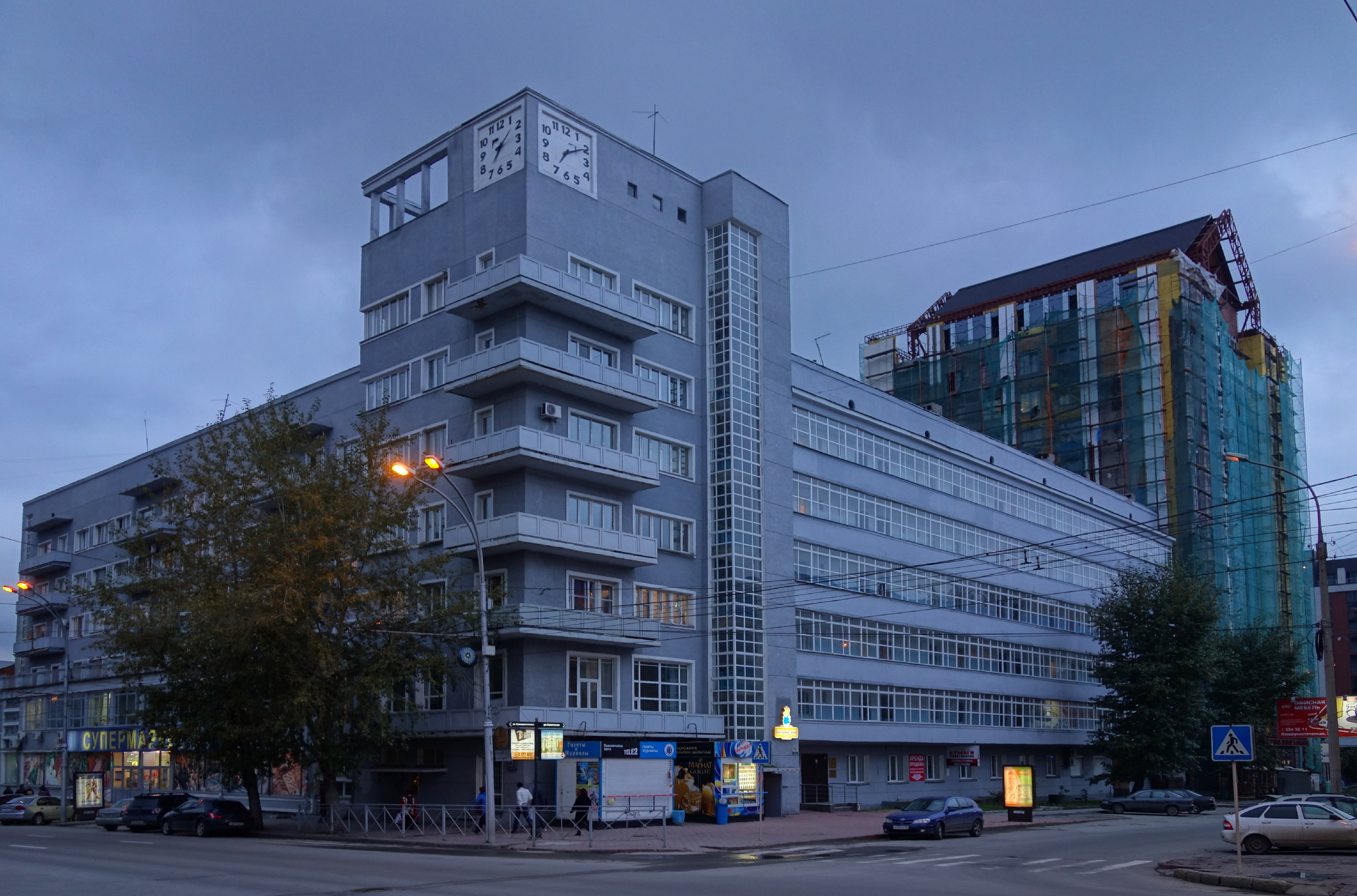
Krasny Prospekt 11. Novosibirsk
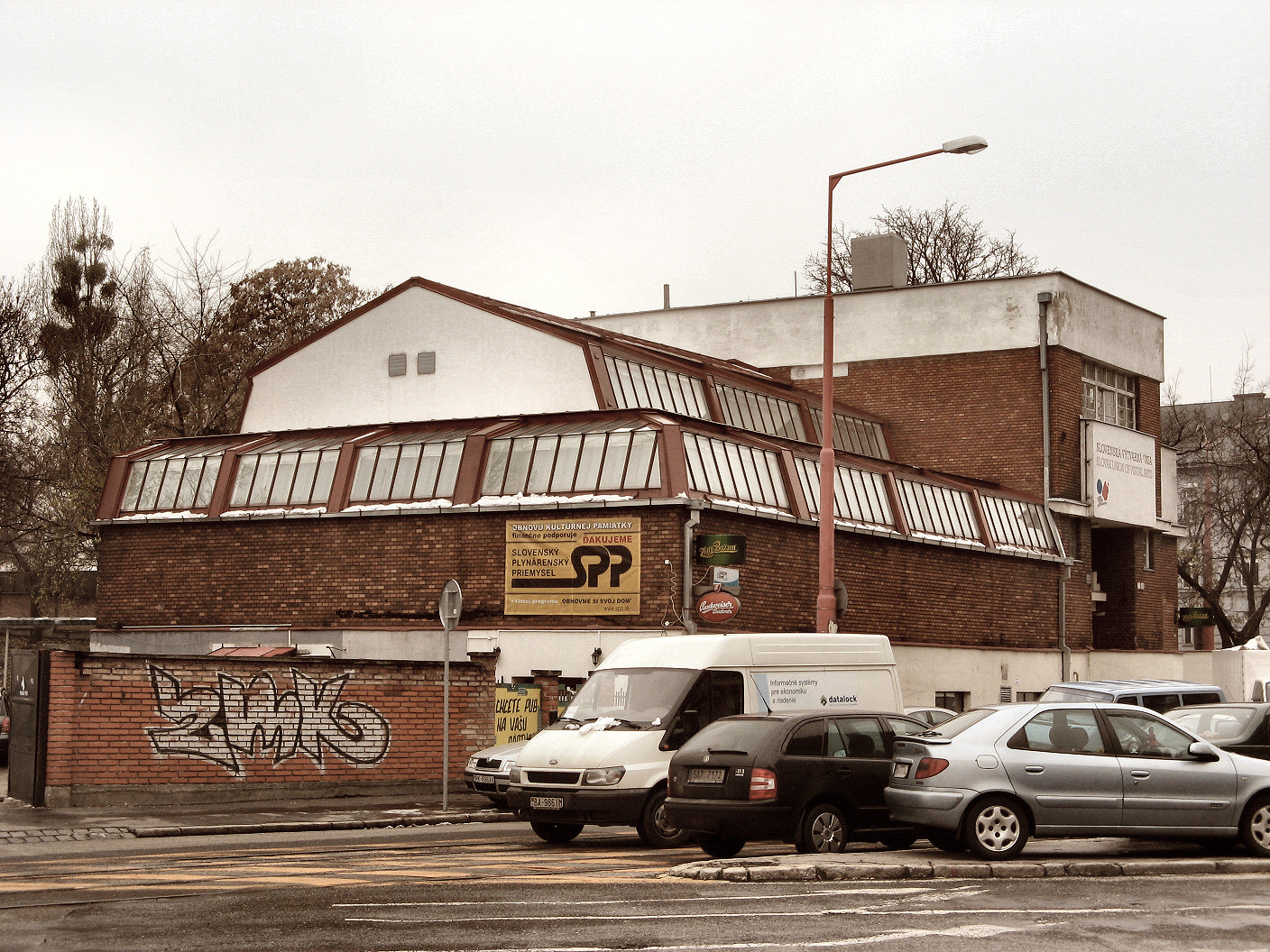
Club de Artistas Eslovacos, Bratislava, Eslovaquia, 1926
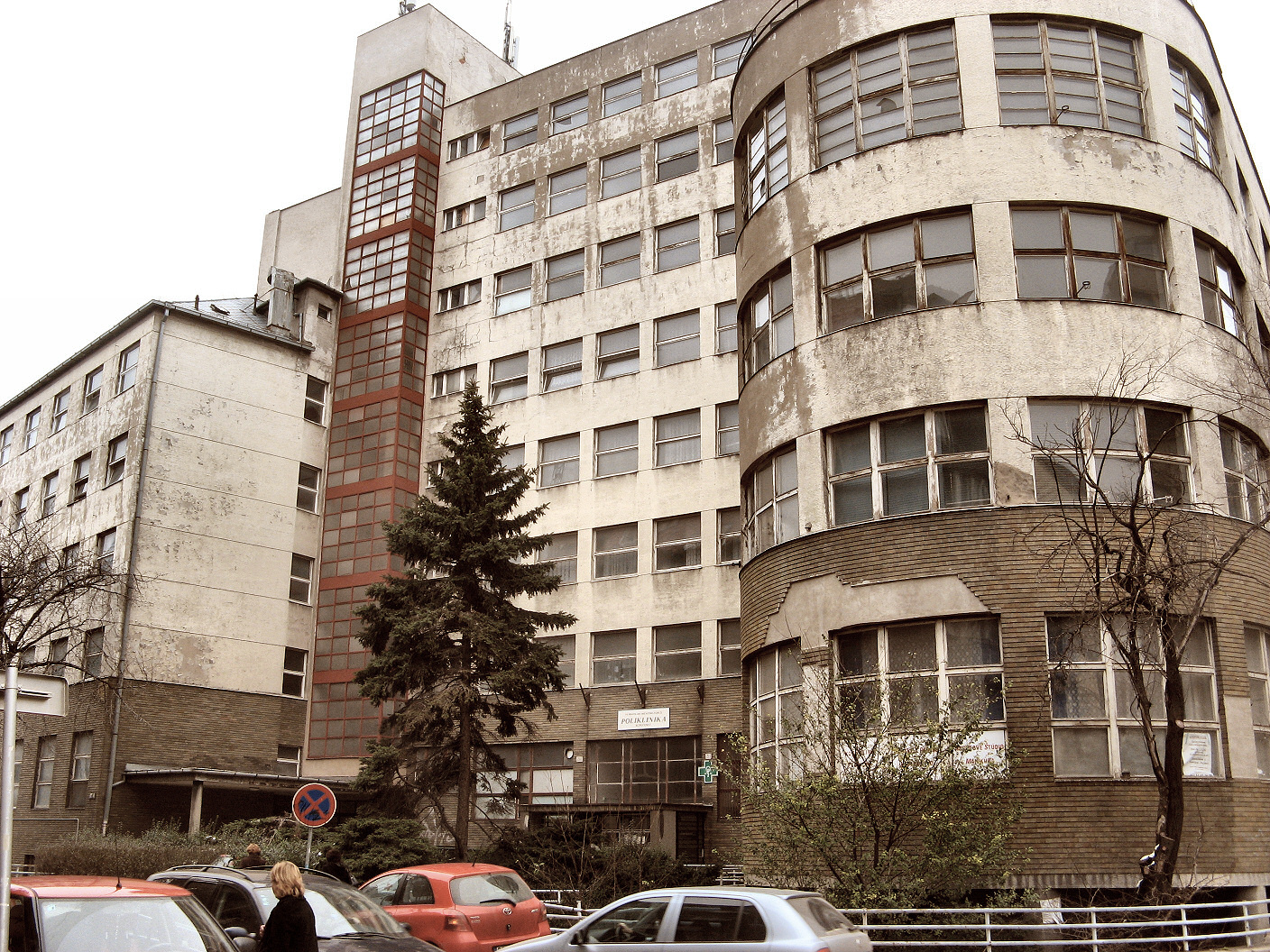
Antiguo hospital Bezručova de Alois Balán y Jiří Grossmann, Bratislava (Eslovaquia), 1939
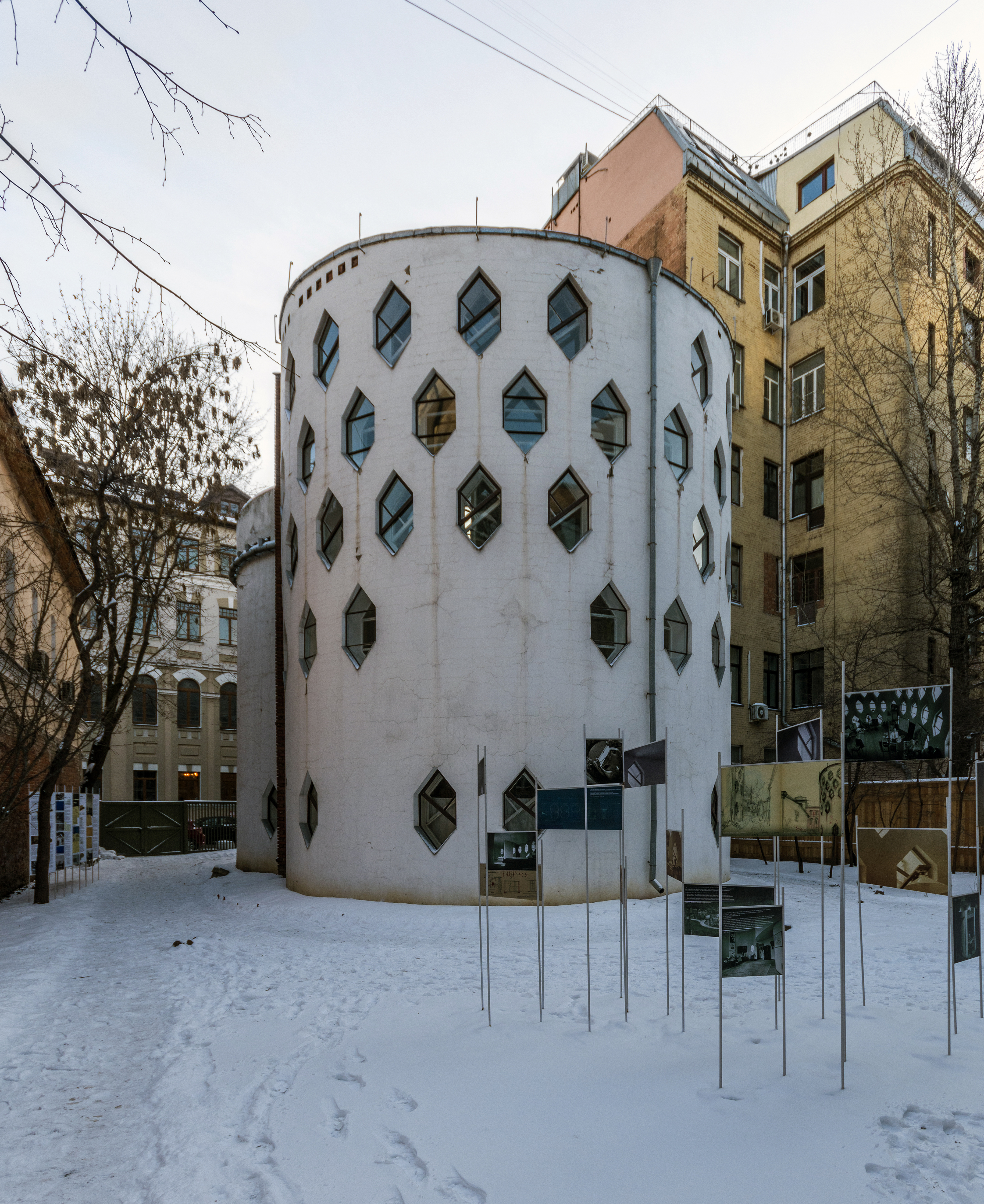
Casa Mélnikov cerca de la calle Arbat en Moscú. Bajo amenaza de demolición, figura en la parte superior de la lista de "Edificios en peligro" de la UNESCO. Hay una campaña internacional para salvarlo.
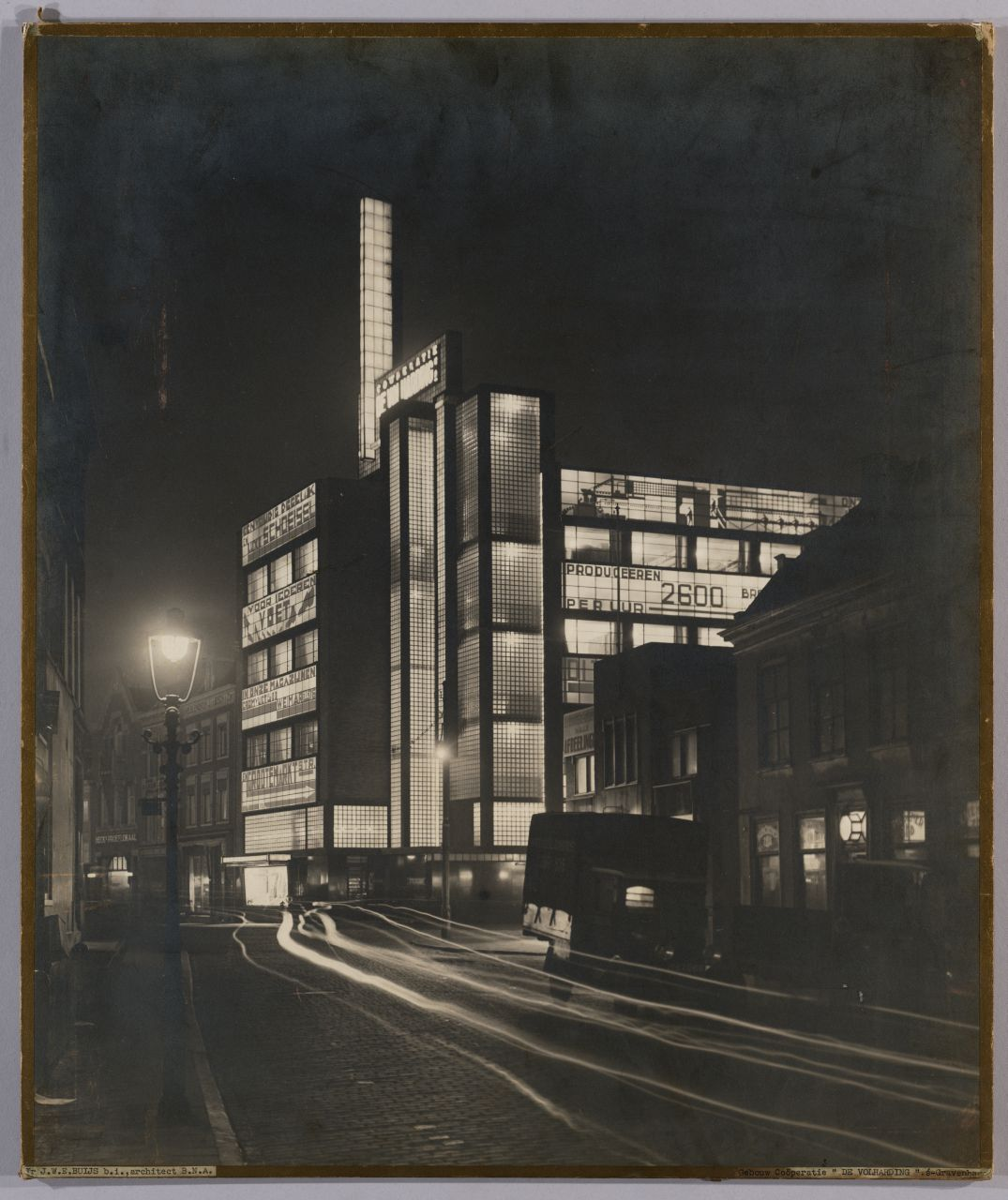
De Volharding, edificio de uso mixto de Jan Buijs (La Haya, 1927-1928)
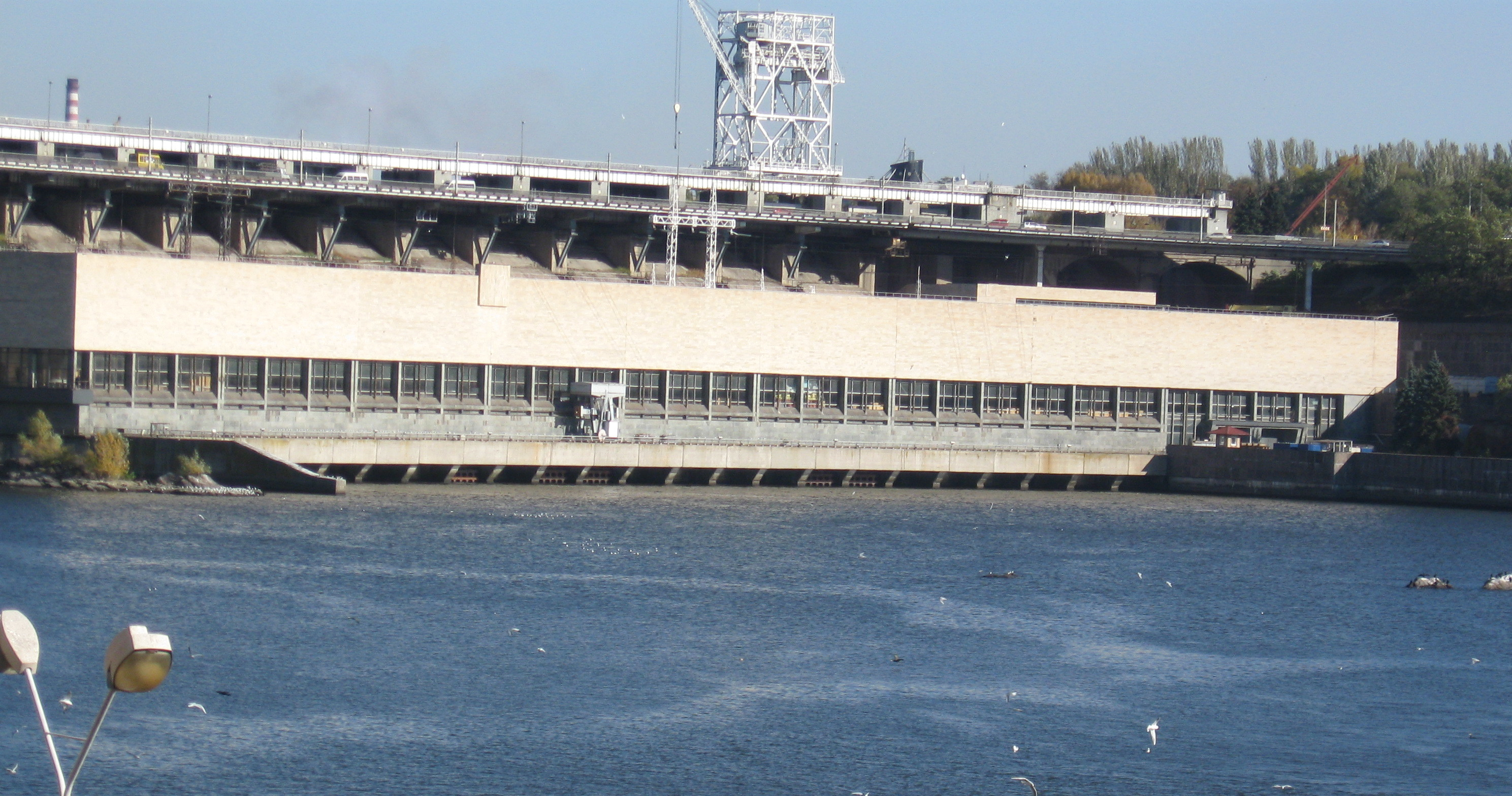
Presa del Dniéper (DneproGES) (1927–32) de Víktor Vesnín y Nikolái Kolli
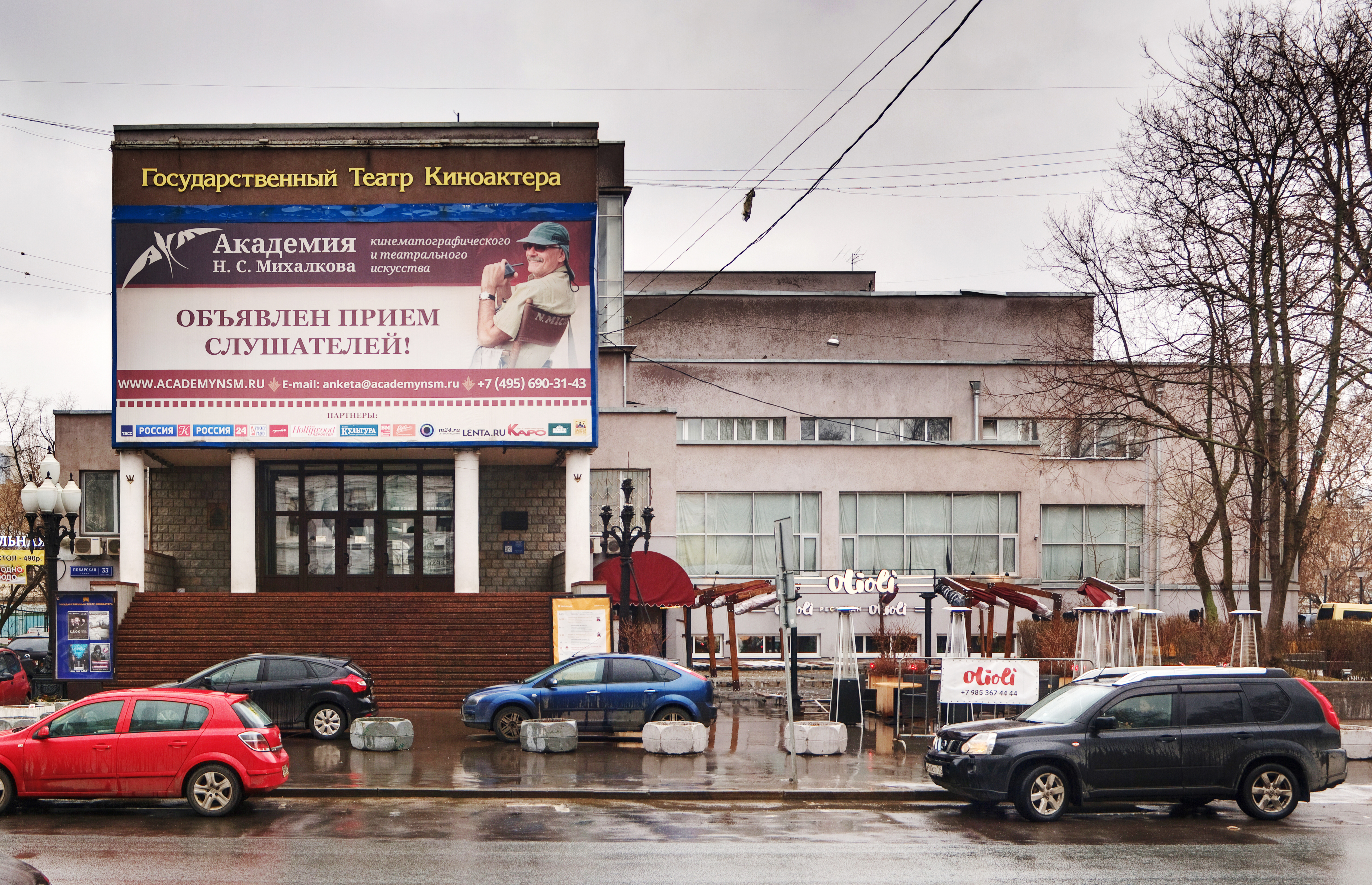
Club de la Sociedad de Ex-Presos Políticos y Exiliados, Moscú (1927–34) de Aleksandr, Víktor y Leonid Vesnín
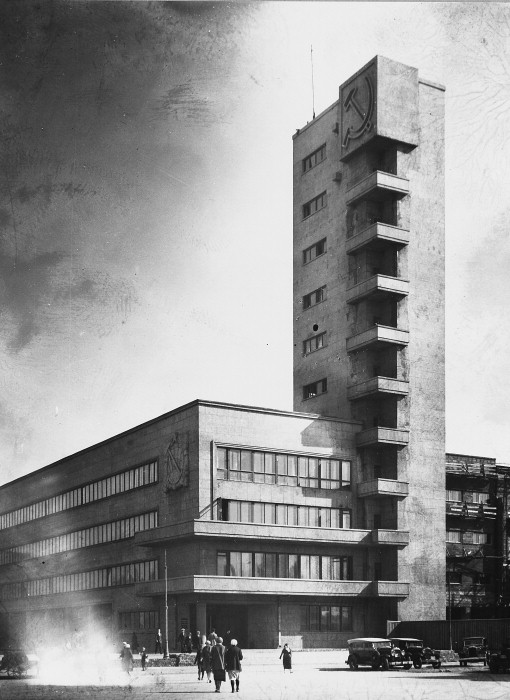
Casa consistorial de Leningrado (1934) de Noi Trotski
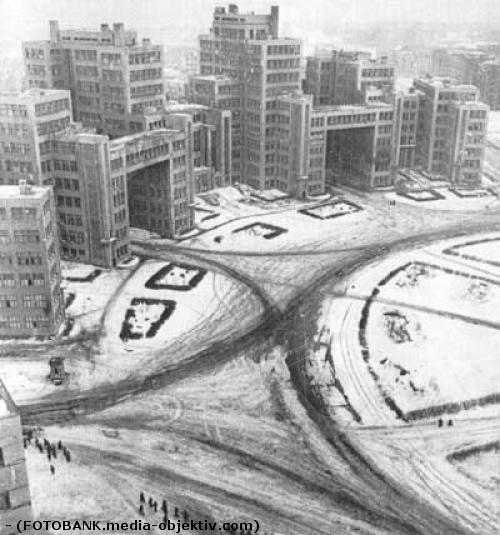
Edificio Gosprom (1925–1928) en Járkov

## Edificios constructivistas y otros proyectos modernistas en la antigua URSS

### Moscú
- Edificio Mosselprom (1925), de Nikolái Strúkov
- Garaje de autobuses Bakhmetevsky (1927), de Konstantín Mélnikov y Vladímir Shújov
- Club de la fábrica de Kauchuk (1929), de Konstantín Mélnikov
- Club de la fábrica de Svoboda (1929), de Konstantín Mélnikov
- Garaje de la calle Novo-Ryazanskaya (1929), de Konstantín Mélnikov y Vladímir Shújov
- Casa Melnikov (1929), de Konstantín Mélnikov
- Edificio Narkomfin (1930), de Moiséi Guínzburg e Ignati Milinis
- Club de trabajadores de Rusakov (1929), de Konstantín Mélnikov
- Club de trabajadores de Zuev (1929), de Iliá Gólosov
- EdificioTsentrosoyuz   (1936), de Le Corbusier y Nikolai Kolli
- Garaje Gosplan (1936), de Konstantín Mélnikov
- Casa de la cultura ZiL  (1937) de los hermanos Vesnín

### Leningrado (San Petersburgo)
- Estadio para trabajadores del metal "Red Profintern" (1927), de Aleksandr Nikolsky y Lazar Khidekel
- Fábrica textil Bandera Roja (1929), de Erich Mendelsohn y colaboradores posteriores;
- Bolshoy Dom en Leningrado (1932), de Noi Trotsky, Alexander Gegello y Andrey Ol.
- Casa de los Soviets del distrito de Kirov (1935), de Noi Trotsky
- Casa de los Soviets del distrito de Moscú  (1935), de Igor Fomin, Igor Daugul y Boris Serebrovsky
- Primera casa de Lensovet (1934), de Evgeny Levinson e Igor Fomin
- Club para los trabajadores de los astilleros de Leningrado, de  Aleksandr Nikolsky y Lazar Khidekel
- Gasolinera. Estación de bombeo Vasilyeostrovskaya ncerca del puerto de Leningrado. Construcción (1929-1930), de Lazar Khidekel
- Dubrovskiy Electro Power Station S.M. Kirov y asentamiento Residential Doubrovskaya HPP. Planificación y construcción de la primera  ciudad socialista de la Unión Soviética - sotsrogodok  para trabajadores y especialistas  (1931-1933), de Lazar Khidekel

### Minsk
- Casa de Gobierno, Minsk (y Oblispolkom similar en  Mogilev), de Iosif Langbard

### Járkov
- Derzhprom (1928), de Serguéi Serafímov (ru), Samuíl Kravets (ru) y Mark Felguer (ru)
- Casa de proyectos (1932), de Serguéi Serafímov y Maria Sandberg-Serafímova
- Oficina de correos(1929), de Arkady Mordvinov

### Zaporizhia
- DneproGES (1932), de Víktor Vesnín y Nikolái Kolli

### Sverdlovsk (Ekaterinburg)
- Club de constructores(1929), de Yákov Kornfeld
- Casa de la Imprenta (1930), de Vladímir Sigov
- 'Gorodok chekistov' (1933), de Iván Antónov, Veniamín Sokolov y Arseni Tumbásov
- Casa de Comunicaciones (1933), de Kasián Solomónov

### Kúibyshev (Samara)
- Casa del Ejército Rojo (1930), de Piotr Scherbachov
- Fábrica de cocina (1933), de Evgenya Maksímova
- Casa de la Industria (1933), de Vasili Sújov

### Novosibirsk
- Dormitorio Prombank (1927), de I. A. Burlakov
- Policlínica n.º 1 (1928), de P. Shyokin
- Business House (1928), de D. F. Fridman e I. A. Burlakov
- Casa Aeroflot (década de 1930)
- Banco Estatal (1930), de Andrey Kryachkov
- Rabochaya Pyatiletka (1930)
- Krayispolkom (edificio de la administración regional, 1932), de Borís Gordéiev y Serguéi Turguénev
- Casa Soyuzzoloto (1932), de Boris Gordeyev and A. I. Bobrov
- Casa NKVD  (Serebrennikovskaya Street 16) (1932), de Iván Vóronov y Borís Gordéiev
- Escuela Técnica de Ingeniería Química de Novosibirsk (1932), de A. I. Bobrov
- Complejo de edificios Kuzbassugol (1933), de D. A. Aguéiev, B. A. Bitkin y Gordéiev
- Casa de Kraysnabsbyt (1934), de Borís Gordéiev y Serguéi Turguénev
- Complejo residencial Dinamo (1936), de Borís Gordéiev, S. P. Turguénev, V. N. Nikitin
- Casa NKVD (Calle Serebrennikovskaya, 23) (1936), de Serguéi Turguénev, Iván Vóronov y Borís Gordéiev

### Proyectos no ejecutados
- Proyecto Palacio de los Soviets
- Proyecto de la Torre de Tatlin, de Vladímir Tatlin
- Proyecto Narkomtiazhprom